# 日本の高山植物相

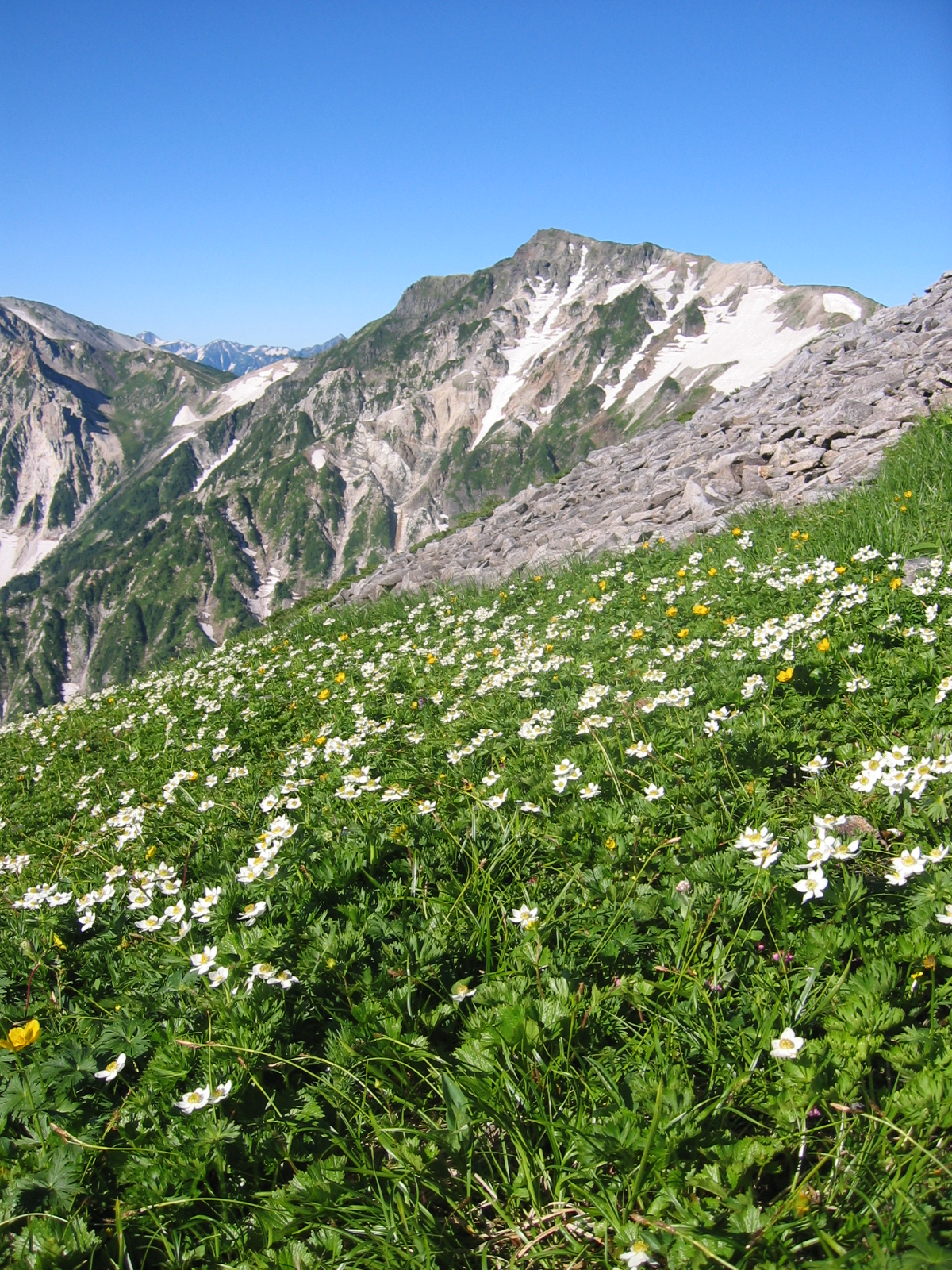
北アルプスの小蓮華山に群生するハクサンイチゲとシナノキンバイ。後方に見える山は白馬岳。

日本の高山植物相（にほんのこうざんしょくぶつそう）では、地形、地質や気象と植物との関連、植物の起源と変遷について概説し、またヨーロッパアルプスなど他地域と比較してその特徴を説明する。
日本列島は海洋プレートの収束帯に位置し火山活動が活発なため、狭い地域に多様な地質や地形が発達し、高山では冬季の大雪と強風、他の時期の多雨という気候の影響が加わる。結果それぞれの環境で、そこに適応した高山植物を見ることになった。
日本の高山植物は北極海周辺に由来する種を中心に、千島、カムチャッカ、北米の太平洋沿岸、ヒマラヤ山脈周辺、アルタイ山脈に起源を求められる。一方低山帯から高山に進出した種も見られる。やって来た時期については、本州中部の高山帯や、石灰岩、またかんらん岩や蛇紋岩などの超塩基性岩のもとでは、最終氷期以前という古い時期に渡来した植物が生き残っている。逆に分布を広げている例としては、富士山に、近接する赤石山脈から来たと考えられる植物が生育しているなど、現在も変化の途上にある。しかし盗採や開発などの干渉、シカなどの食害、そして地球温暖化によると考えられる気象の変化などの危機下にあることも否めない。

## 高山植物の定義と日本の高山植物群落
高山植物の定義は、一般的には森林限界より高地の、草本を中心とした高山帯に分布する植物のことを指す。しかし高山帯の定義については、日本の高山の場合、亜高山針葉樹林帯の上部にハイマツ帯が分布し、ハイマツ帯の上部に草本を中心とした植生が広がる場合が多く、ハイマツ帯を高山帯に含めるか否かについては現在研究者間の説は統一されていない。ハイマツ帯を高山帯に含めない見解に遵うと、日本では高山帯が高山の極めて狭い範囲に限定されることになる。しかし現実の日本の高山では世界各地で高山植物とされる植物の群落が多く観察されており、ハイマツ帯やその周辺でも高山植物の群落が見られる。またハイマツ帯は日本の高山の自然環境についての大きな特徴の一つであるため、高山植物についての専門書においてはハイマツ帯について詳細な説明を加えている。この項でも森林限界より上部の植生だけではなく、ハイマツ帯についても説明を行なう。
また高山植物は森林限界より高所に分布する植物とされているが、実際には高山帯やハイマツ帯にはならない低標高であるのにもかかわらず、高山植物の群落が見られることがある。例えばミズゴケを中心とした泥炭が堆積した高層湿原や、地中の冷えた空気が常に流出することによって夏季も寒冷な環境が保たれる風穴、火山活動によって噴出した溶岩や火山灰が降り積もった場所、石灰岩やかんらん岩、蛇紋岩などの特殊な地質を持つ場所などである。これら低標高地でありながら高山植物が生育する場所についても説明をしていく。

## 日本の高山地形による地質の特徴と高山植生

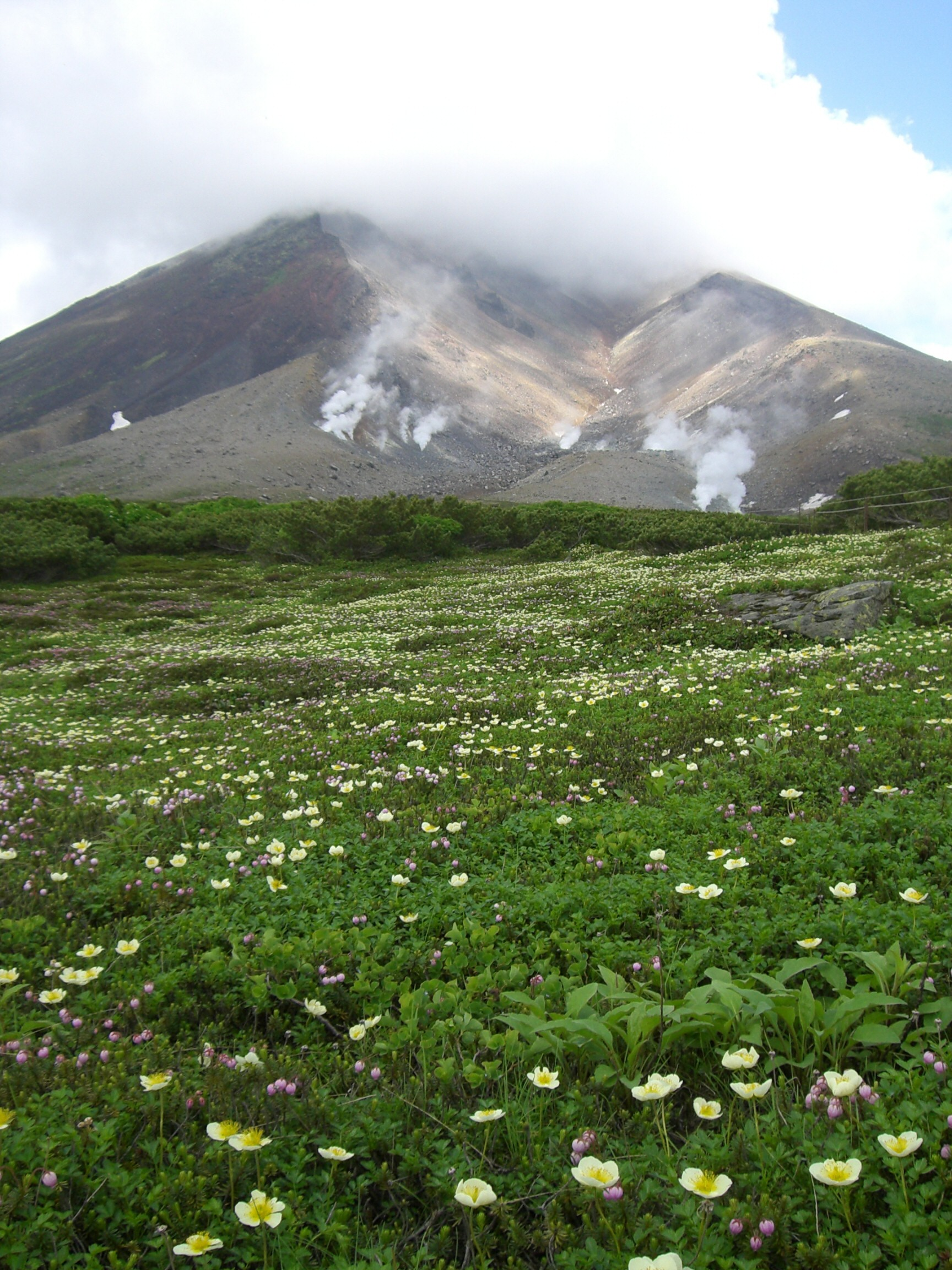
大雪山系旭岳に群生するチングルマとエゾノツガザクラ

日本列島は大陸プレートであるユーラシアプレートと北米プレートに、海洋プレートである太平洋プレートとフィリピン海プレートが沈み込む場所に位置している関係上、火山活動が活発である。そのため日本列島の高山帯は、富士山や大雪山などといった、主に第四紀後期という最新の地質年代の火山活動によって形成された高山帯、南八ヶ岳のように第四紀後期以前の火山活動によって形成された高山帯、赤石山脈、木曽山脈など火山活動以外の理由で形成された高山帯が見られる。富士山や大雪山のような新しい火山に比べて、古い火山や火山以外の成因によって形成された高山帯は侵食によって急峻な地形となっているが、日本では非火山の高山帯でも山頂付近に比較的起伏がなだらかな地形が多く見られる。この山頂付近の比較的起伏がなだらかな地形は、隆起前に形成されていた地形が残存しているものと考えられている。またヒマラヤ山脈やアルプス山脈で見られるような極めて急峻な山稜や岩壁は日本の高山帯では多くない。これは日本の高山帯は氷期に氷河による侵食活動の影響が比較的少なかったことと、日本の高山帯がヒマラヤやアルプスなどよりも新しい時代に形成されたためと考えられている。
また、日本列島の多くが海洋プレートの沈み込みの際、海洋プレートの堆積物の一部が剥ぎ取られて陸地に付加した、付加体によって形成されている点も日本の高山植物相に大きな影響を与えている。付加体の中にはよくメランジュと呼ばれる周囲の地質とは連続性を持たない岩塊層が見られるが、中生代のジュラ紀ないし白亜紀の付加体内にある蛇紋岩質のメランジュである早池峰山、至仏山、同時期と考えられる飛騨山脈の白馬岳や赤石山脈の北岳で見られる石灰岩のメランジュ、そして新生代に形成された日高山脈やその周辺にはかんらん岩、蛇紋岩質のメランジュであるアポイ岳や夕張岳、石灰石のメランジュである崕山など、日本国内には蛇紋岩やかんらん岩、石灰岩という特殊な地質に生育する多くの希少な高山植物で知られる地域がある。

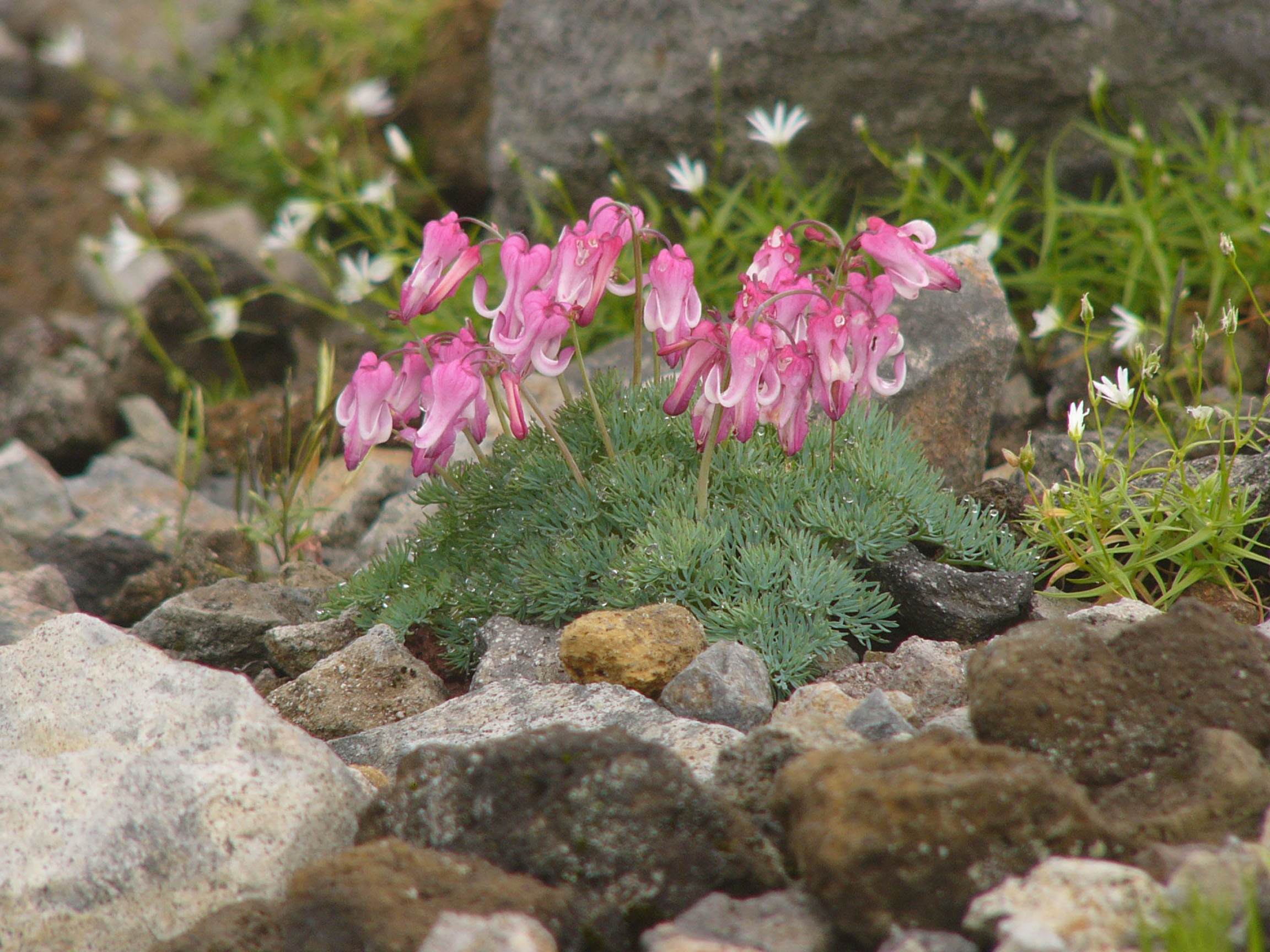
コマクサは移動が激しい径の小さな礫地に適応した植物である。

このような成り立ちを経て形成された日本の高山は、様々な性格の地質が比較的狭い地域に存在するという多様性に富んだ特徴を持つようになった。例えば飛騨山脈では、白馬岳付近では流紋岩質の岩石とともに海洋プレート沈み込みに伴う付加体起源のメランジュである石灰岩や蛇紋岩が見られ、また比較的新しい火山地形である立山火山、そして日本で最も険しい山体の一つである槍ヶ岳や穂高岳は、主にかつて存在したカルデラ内に約180万年前噴出したとされる穂高安山岩で形成されており、常念岳や野口五郎岳などは花崗岩によって形成されている。一方赤石山脈では四万十帯起源の砂岩や泥岩が主体であるが、鳳凰三山や甲斐駒ヶ岳では花崗岩が見られ、北岳には付加体起源のメランジュである石灰岩やチャートがあるという多様性が見られる。本州中部の高山など、日本の高山帯はヨーロッパアルプスなどと比べると規模は小さいものの、ヨーロッパアルプスでは一つの山系はおおよそ同一の地質をしており、日本の高山のように狭い地域に様々な地質が存在するのは極めて珍しいことといえる。このような様々な地質の存在が、狭い地域であるにもかかわらず多様性に富んだ日本の高山植物相を育む要因の一つとなった。
地質の違いは植生に大きな影響を与える。例えば花崗岩質の場合、節理があまり発達していないことが多く、岩礫地帯となりやすい傾向がある、花崗岩の岩礫地帯にはクロマメノキ、ガンコウランなどが生育する風衝矮低木林などが形成される。また流紋岩質の場合は花崗岩よりも径が小さい岩礫地帯となって、礫の移動が激しいためにそのような環境に適応したコマクサやタカネスミレが生育するようになる。一方砂岩や泥岩地帯は土壌を形成しやすいために草原となりやすく、見事な高山植物のお花畑が見られることも多い。そして石灰岩地やかんらん岩、蛇紋岩地などの場合は岩に含まれる微量元素の影響などによって、その特殊な環境に適応した高山植物群落が形成されることになる。

## 日本の高山気象と高山植物

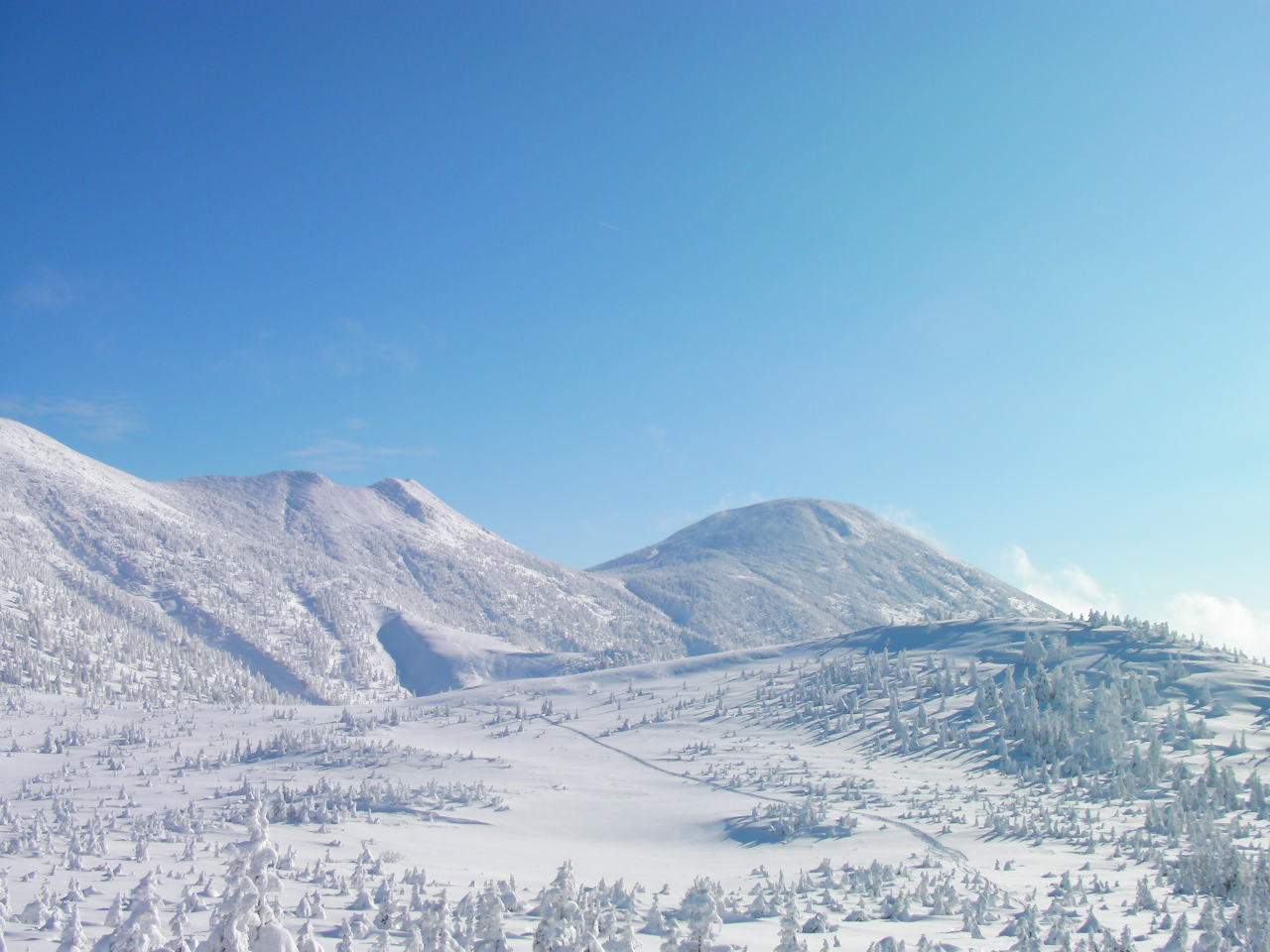
冬の八甲田山。日本の冬山の環境の厳しさは世界有数である。

日本の高山は、本州の標高が高い山でも3000メートル台である。これは夏季の7月から8月にかけての平均気温が10度を下回る、世界的に亜高山針葉樹林の分布限界とされる森林限界は本州中部では約2900メートルとなるが、ハイマツは気温的にはそれよりも高い約3200メートル付近でも生育が可能であり、富士山を除く日本の高山では、気温の面からのみで言えば山頂付近まで亜高山針葉樹林やハイマツ林が分布するはずであり、高山植物が多く生育する草原などは出来ないことになる。
また東北地方や北海道では標高2000メートルを越える山も少ないものの、山形県の月山、秋田県の秋田駒ヶ岳、岩手県の早池峰山、北海道のアポイ岳など、標高1000メートル台やそれ以下であっても高山植物が豊富に分布する山が見られる。実際、日本の山の森林限界は、夏季の7月から8月にかけての平均気温が11度ないし12度の場所にあり、ヨーロッパや北アメリカなど世界的な基準よりも標高が低い場所であることが明らかになっている。
日本の山の森林限界が低い要因は、まず山頂効果ないし山頂現象と呼ばれる、山の頂上付近では強風などのために森林の形成が困難となる現象が理由として挙げられるが、最も重要な点は、日本の高山帯は冬季には世界一とも言われる強風と多雪に見舞われるためであると考えられている。冬季、日本の高山は激しいジェット気流の影響を受け、秒速数十メートルという猛烈な強風下に晒されることもまれではない。特に高山の稜線部など、強風が吹きさらしとなる場所は植物の生育に極めて厳しい環境となる。一方風が比較的弱い場所には冬季、雪が厚く降り積もり、場所によっては夏季、そして秋季になっても雪が溶けずに残り、植物の生育を阻害することになる。

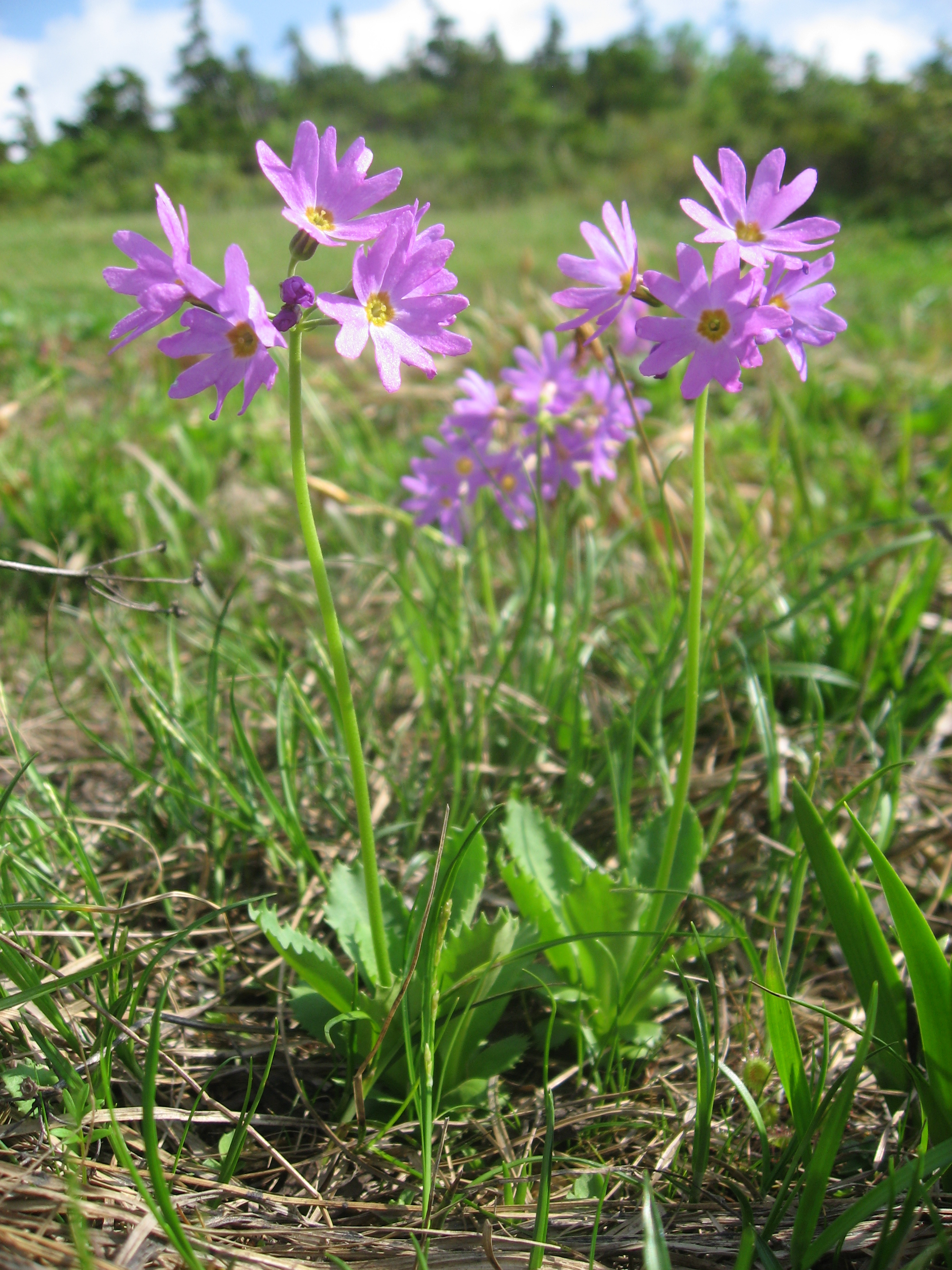
雪田に生育する高山植物であるハクサンコザクラ。

大量の積雪は冬季の極寒から植物を保護する役割も果たす。10メートル程度の積雪を見る雪田では、雪に閉ざされる晩秋から翌年の春から夏にかけての雪解けまで、深い積雪による断熱効果によって土壌気温はほぼ0度付近に保たれ、土壌の凍結もあまり見られない。そして雪田で融雪が本格化する時期は気温が上昇しているため、雪が消えた後には地表温度も上がり、雪解け水で水の供給も潤沢であるため植物の生育には好条件となる。そのためチングルマ、アオノツガザクラ、ハクサンコザクラなど雪田で見られる高山植物は他の高山植物よりも耐寒性が低い傾向がある。
しかし雪田の融雪が終わらなければ植物の生育は見込めないため、雪田で見られる高山植物は他の種よりも短い期間で開花から結実を終了しなければならないという、他の高山植物と比較して厳しい生育条件が課せられている。また雪田の融雪時期は場所によって大きく異なり、6月に雪が消える雪田もあれば9月になっても雪が残る雪田もある。実際、8月中下旬や9月以降に雪が消える雪田では期間不足が原因で、維管束植物の生育はほぼ不可能になる。もう一つ雪田の高山植物の生育に不安定性を増しているのが、年によって降雪量にかなりの差が見られるため、同じ雪田であっても融雪が1-2ヶ月ずれる場合がある点が挙げられる。このため雪田に生育する高山植物の開花時期は比較的長くなっている。雪田で見られる植物の中で一年生は極めて少なく、常緑性の葉を持って雪が溶ければいつでも光合成を開始出来る準備をした多年生として生育し、雪解けが遅い年には生長を見送るなど、年による生育条件の変動が著しい雪田という環境下で確実に子孫を残すよう工夫された植物が多い。そして雪田で見られる高山植物では、同一種の中でも雪解けが遅い雪田で見られる個体は、雪解けが早い雪田のものよりも寿命が長いといった例も観察されている。

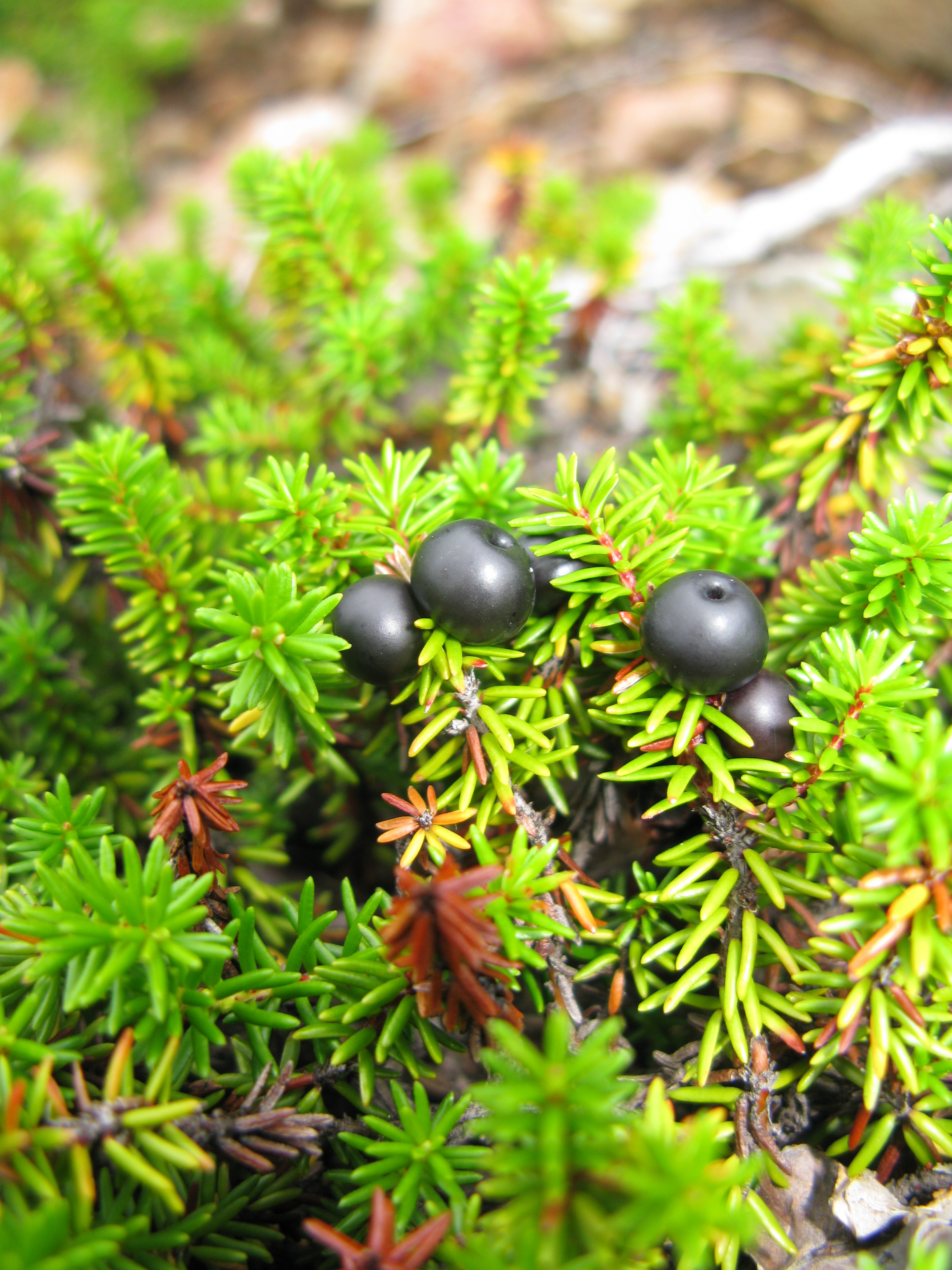
ガンコウランは冬季の低温と強風に耐える針状の葉を持つ。

冬季の強風によって雪が吹き飛ばされる高山の稜線部の環境は、雪田とは違った意味で植物の生育に過酷な地である。まず積雪がないため雪による断熱効果がなく、地温がマイナス15度からマイナス20度にまで低下することが明らかになっている。冬季の強風と低温から植物体を守るため、高山の稜線部に分布する高山植物は、草本類では冬季は地上部は枯れて地下で生き延び、木本類ではガンコウランやミネズオウ、チョウノスケソウのように背丈が極めて低い低木類となり、ガンコウランやミネズオウは針状の葉となって凍結や強風に耐えるようになり、チョウノスケソウは稜線部という土壌に恵まれない場所で生育するために、外菌根菌との共生によって窒素やリンという必須無機栄養塩を確保していると考えられている。
また稜線部や火山帯のガレ場などの直射日光を浴び保水力が低い場所では、夏季に天候が良く雨が降らない状態が続くと、高温や乾燥という事態が高山植物の生育を阻害することも起こる。このように厳しくかつ変動が激しい日本の高山気象の条件下、高山植物は様々な方法を用いながら適応して生育している。

## 日本の高山植物の起源

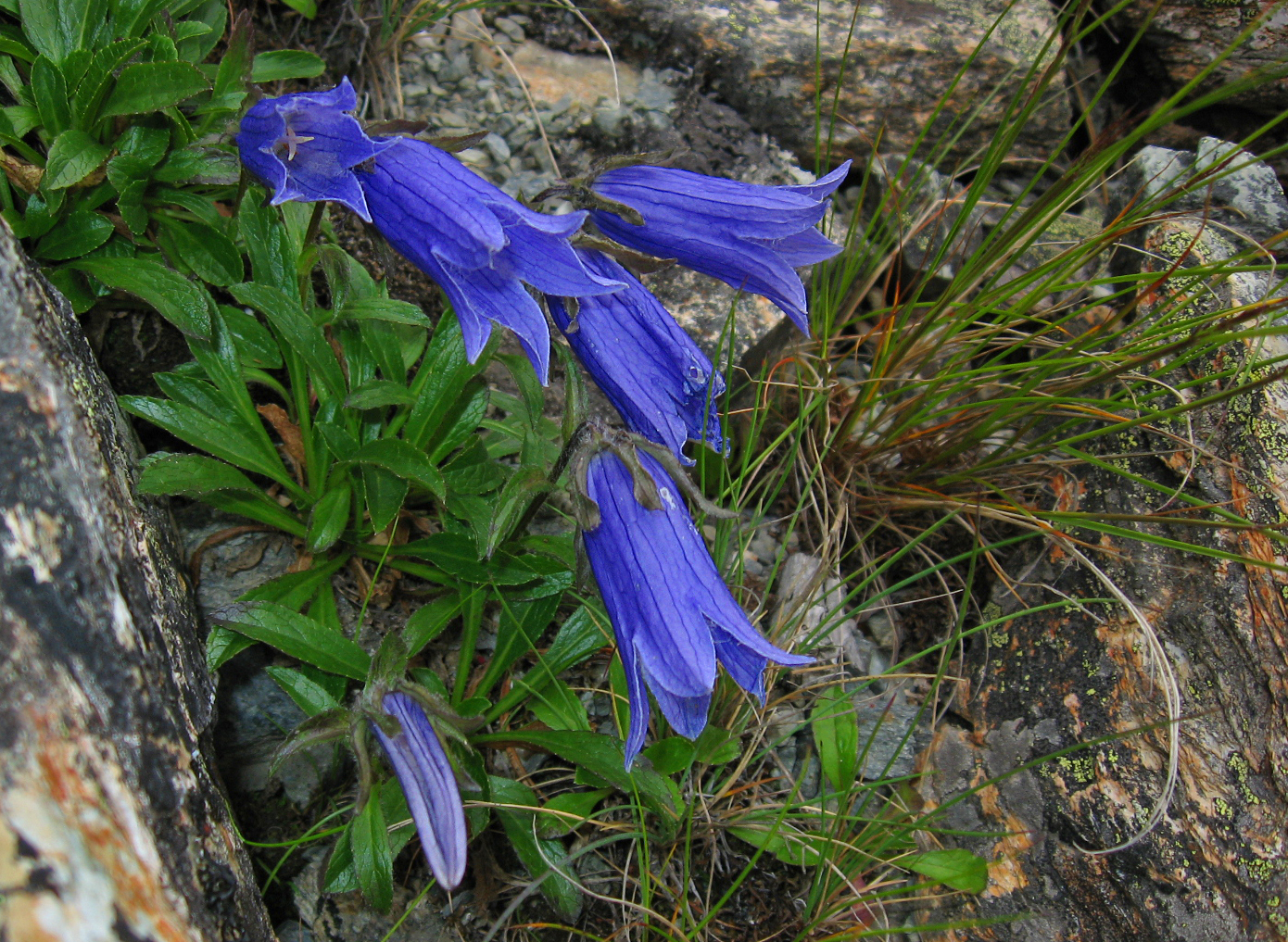
チシマギキョウは東シベリア付近に起源を持つ高山植物と考えられる。

日本が属する北東アジアには、北緯65度から70度以北の寒帯が属する北極及び亜北極植物区系、北緯48度付近から北緯65度から70度付近の北方帯が属するヨーロッパ・シベリア植物区系、北緯30度付近から48度付近までの温帯の植物相に当たる東アジア植物区系などが見られる。日本の高山植物は北極及び亜北極植物区系、ヨーロッパ・シベリア植物区系に由来を持つと考えられる北方系の植物が主流であるが、温帯である中国、ヒマラヤなどの東アジア植物区系との関連も強い。日本周辺の低山帯の種が高山に適応した例や、中新世以降、最終氷期以前という古い時代から日本の高山帯に生存し続けている遺存種もなども見られる。そして日本の高山植物の主流である北方系の植物分布は、最終氷期やそれ以降の気候変動、そして第四紀の火山活動の影響を受けている。日本の高山植物は極地やシベリアなど北極及び亜北極や北方帯を起源とする植物に、東アジアの低山帯起源の植物が混在し、氷期や間氷期といった気候変動や火山活動など影響されながら育まれてきた。
日本列島は周囲を海に囲まれた島孤であり、全体的に湿潤な気候である。日本と同じような島弧であるサハリン、千島列島や、周囲を海で囲まれたカムチャッカ半島などもやはり比較的湿潤であり、日本と同じく雪が多い。アオノツガザクラ、イワイチョウ、ハクサンコザクラなど、雪田や高層湿原のような湿った環境に生育する高山植物は、サハリン、千島列島、カムチャッカ半島そしてアリューシャン列島を経て北米西部までという太平洋沿岸に分布している種と共通する種が多く、またこれらの種は北海道から本州日本海側の高山という多雪地帯に分布の中心が見られる。

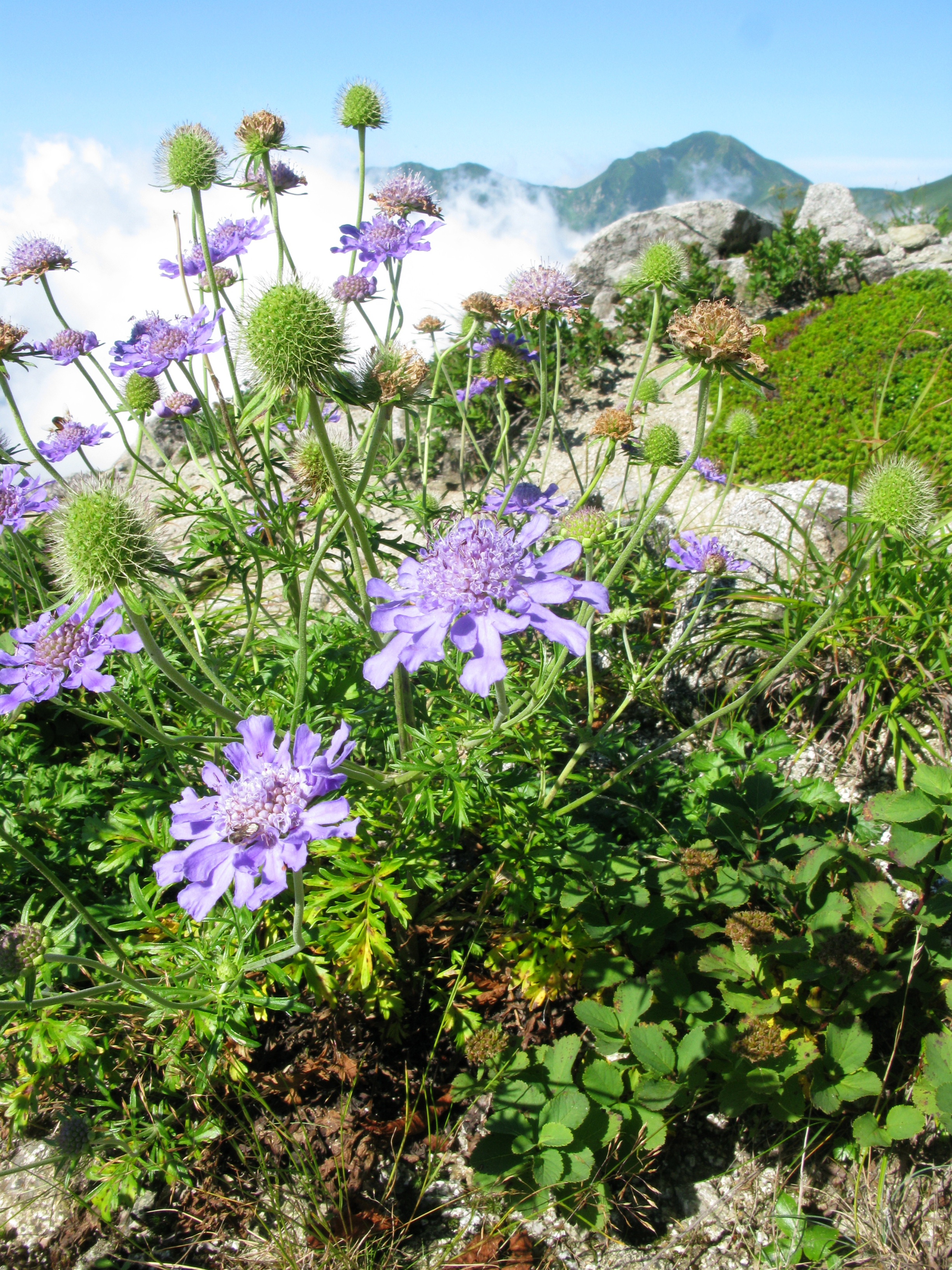
タカネマツムシソウは低山帯から高山の環境に適応した種であると考えられている。

一方、比較的乾燥した環境である風衝低木林や草原、崩壊地などに生育するイワウメ、エゾツツジ、チシマギキョウ、コマクサ、タカネスミレなどは、サハリンやカムチャッカ半島から東シベリアに分布の中心がある種が多い。これらの種の中にベーリング海峡を越えてアラスカにまで分布を広げている種もあるが、種の分布の中心はサハリン、カムチャッカ半島から東シベリアにかけてである。
日本の高山植物の起源で最も多いと考えられるのが、周北極要素と呼ばれる北極及び亜北極植物区系の植物である。これらの種は更新世の寒冷期である氷期に、北極付近から日本列島へ南下してきた種であると考えられ、ムカゴトラノオ、クモマキンポウゲ、ガンコウラン、クロマメノキ、ミネズオウなどがある。周北極要素の高山植物には、ガンコウラン、クモマキンポウゲなどのように高緯度では連続分布、低緯度では隔離分布を示す種もあり、更新世の氷河時代に分布を広げ、氷期が終わった完新世となって温暖化するにつれて低緯度では分布が縮小し、隔離分布をするようになったと考えられている。
また主に低山に分布するアキノキリンソウは高山帯ではミヤマアキノキリンソウとなっており、これはもともと温帯である低山の植物であるアキノキリンソウが高地帯にまで分布を拡大したものと考えられている。同じような植物としてはタカネマツムシソウ、ハクサンシャジン、タカネビランジなどが挙げられ、皆、東アジア植物区系である低山帯から高山へと分布を拡大したと考えられる。そしてシレトコスミレやオゼソウのように、現在のところその起源がはっきりしていない高山植物もある。
そして日本やその周辺の高山などに隔離分布するキタダケソウ属のように、最終氷期以前という古い時代に日本列島にやって来て、現在まで生き残り続けていると考えられる高山植物もある。藤井 (2008) などによる最近のDNA解析によれば、本州中部の高山帯に分布するヨツバシオガマなども最終氷期以前の古い時代に日本列島へやって来て、現在まで生き残り続けている遺存種であるとの研究結果が発表されている。

## 日本列島へやってきた高山植物とその歩み

### 北極海周辺起源の植物の歩み

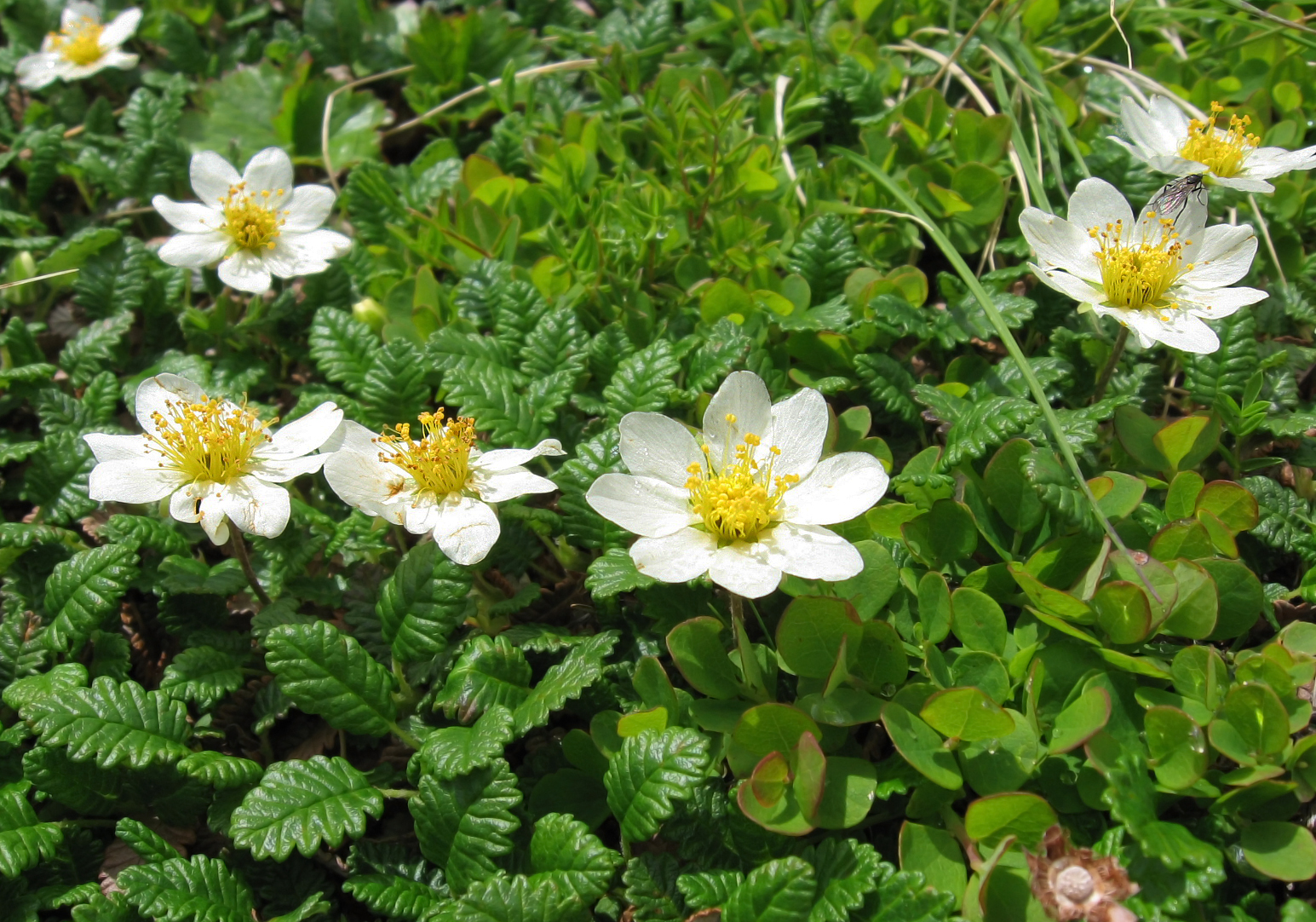
チョウノスケソウは北極海周辺に広く分布するが、日本では本州中部と北海道の高山帯にのみ分布する。

日本列島に分布する高山植物は、その多くは本州中部の高山帯から北海道の高山帯に至るまで分布しているが、北海道を中心に分布する種や、本州中部に分布が見られるが、東北、北海道には分布しない種もある。例えばチョウノスケソウは本州中部と北海道の高山帯には見られるが、東北地方の高山には生育しない。またヒメカラマツは本州中部の高山帯に分布するものの、東北、北海道には分布しない。また日本では飛騨山脈の白馬鑓ヶ岳の石灰岩地にのみ自生するクモマキンポウゲのような種もある。
チョウノスケソウ、ヒメカラマツ、クモマキンポウゲとも、現在、北極海周辺を分布の中心とした広範囲に分布している周北極要素の植物である。これらの植物は最終氷期であるヴュルム氷期に日本列島へ南下してきたものと考えられている。なお氷期に日本列島を南下していく際、東北地方など高い山がないため南下が困難となる場所もあったと考えられているが、火山活動が活発な日本列島では、火山活動による荒原を伝いながら南下していったと見られている。またツガザクラなど一部の高山植物は、中部地方の高山帯を越え、中国、四国地方の山地、そして九州地方の山地にまで達した種もある。中部地方より先まで分布を広げた高山植物が、どのように分布を広げたかについてはまだ明らかになっていない。
チョウノスケソウなどは、約1万年前に氷期が終わると高山帯に取り残されることになったものと見られている。その後、今から約8000年前には暖流である対馬海流が日本海に流入することによって、日本の日本海側山地では現在のような冬季の多雪化が見られるようになった。そして約8000年前から5000年前にかけて、日本列島は現在よりも平均気温が約1-2度高い状態となった。高温化と多雪の影響で日本列島ではまず亜高山帯の針葉樹林が大きな打撃を蒙り、多雪の影響が比較的少ない太平洋側にわずかに残るのみとなった。温暖化は高山植物にも極めて深刻な打撃を与えたものと考えられる。標高の高い山が少ない東北地方では温暖化の影響が顕著に現れ、北極海周辺を分布の中心とするチョウノスケソウなど、特に寒冷な気候を好む高山植物が東北の高山から姿を消したものと考えられる。

### 高層湿原の発達と東北から北陸にかけての日本海側山地の偽高山帯

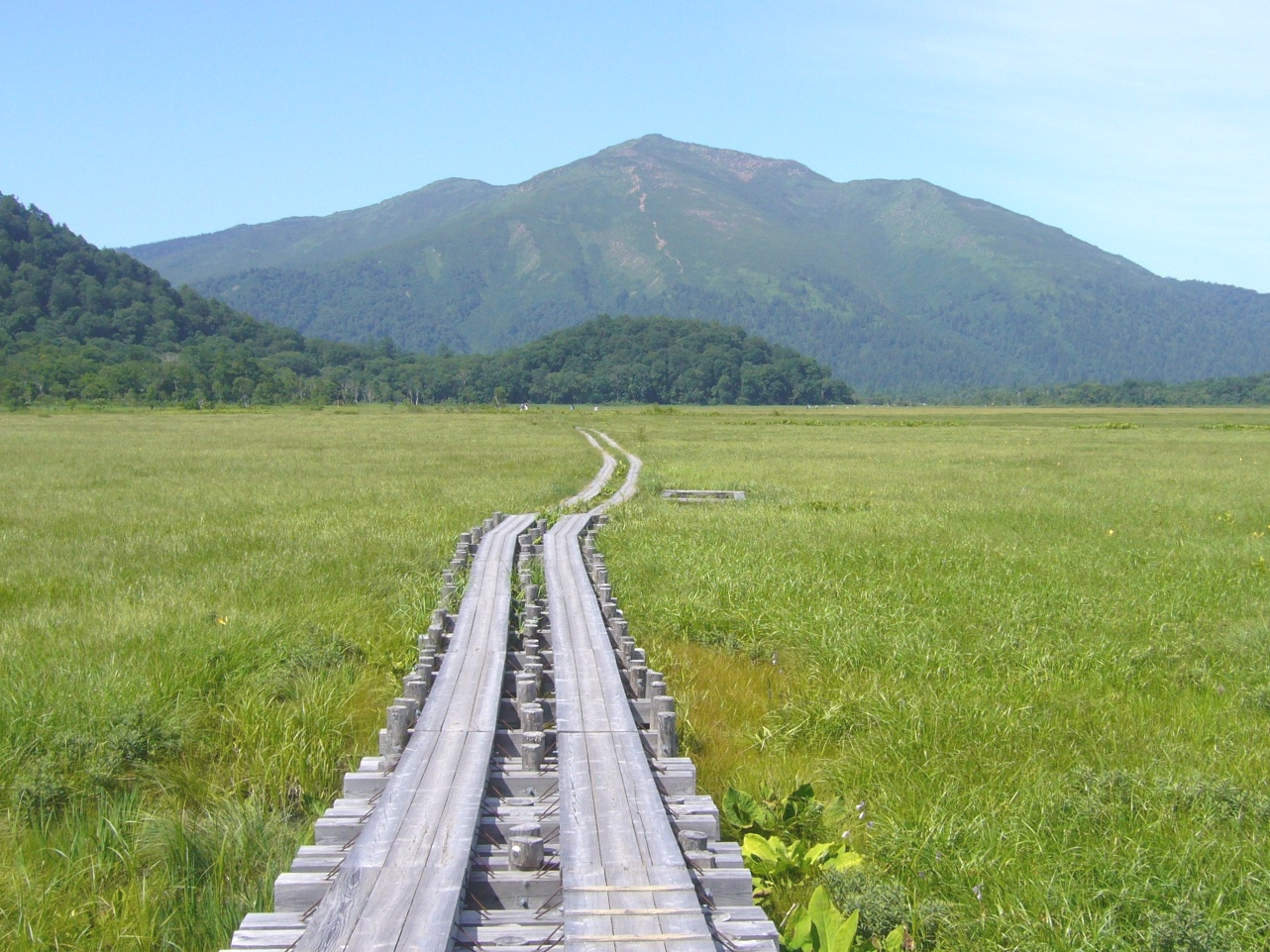
氷期終了後の高温多湿化と多雪化は、中部地方以北の山地に尾瀬ヶ原のような高層湿原を発達させた。

約1万年前の最終氷期終了前後の温暖化と約8000年前からの日本列島日本海側の多雪によって、中部地方以北の日本の山岳地帯の多くの場所に高層湿原が発達するようになった。これは温暖化による降水量の増加と多雪によって、山地にある平坦部や緩斜面の水はけが悪化し、植物の死骸の分解状態が悪くなったことによって泥炭の形成が進んだことが原因である。例えば尾瀬ヶ原は約9000年前から7000年前に高層湿原の形成が開始されたと考えられており、その他最終氷期終了前後に形成が開始された高層湿原には、北海道の雨竜沼湿原、沼の平湿原、本州の田代山湿原などがある。山地に形成された高層湿原には、北極圏周辺の植物である周北極要素の植物が約3割から4割、そして北海道の山地の高層湿原では千島列島、カムチャッカ半島、東シベリア等に起源を持つ植物が約2割から3割とかなり高い割合で分布している。
また日本海側の多雪は、東北地方から北陸地方にかけての飯豊山、月山、鳥海山、越後三山など、日本海側の山地に、亜高山針葉樹林帯が見られない代わりにハイマツなどの低木林やチシマザサなどの笹原、そしてイワイチョウ、イブキトラノオなど高山植物を含む草原などが見られる偽高山帯という植生を発達させた。偽高山帯とは高山帯に似た光景であることから名づけられたものであるが、約8000年前から5000年前にかけての温暖期に大きな打撃を蒙った亜高山針葉樹林帯が、多雪の影響で日本海側の山では復活が困難となり、偽高山帯が形成されるようになったと考えられている。

### 周北極要素以外の高山植物について

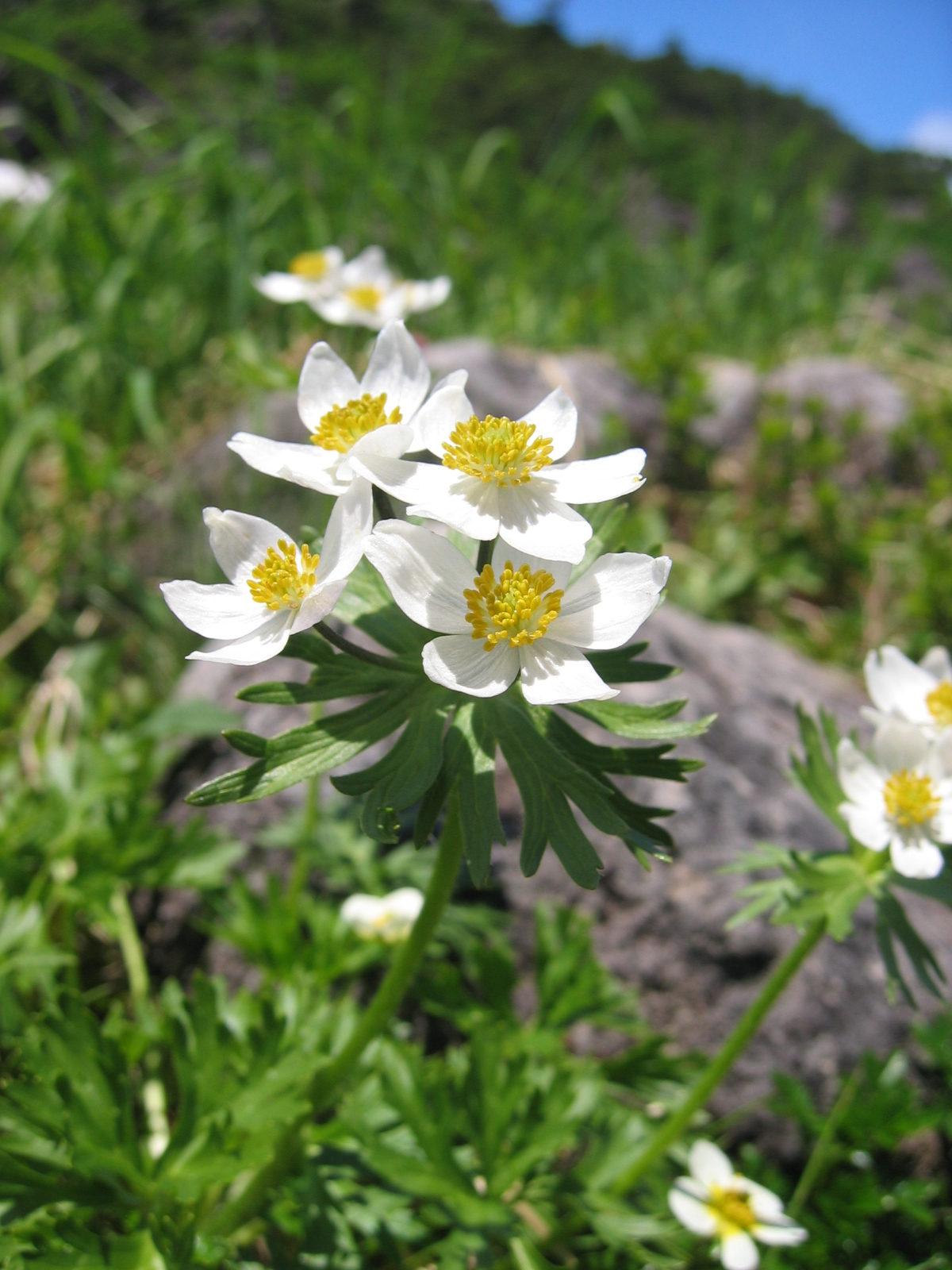
ハクサンイチゲは北極海周辺より南の千島列島、カムチャッカ半島、アラスカに起源を持つ。

日本の高山植物には、北極海周辺以外の地域からやってきたと考えられるものも見られる。まず日本では白馬岳のみで見られるタカネキンポウゲや、利尻山のみで見られるボタンキンバイは、それぞれ約4000キロも離れた西シベリアのアルタイ山脈に自生するアルタイキンポウゲ、アルタイキンバイが近縁種であると考えられている。本州中央部の高山帯のキンポウゲ属には、その他八ヶ岳の固有種であるヤツガタケキンポウゲと北岳の固有種であるキタダケキンポウゲがある。ともにヒマラヤ山脈周辺に分布するキンポウゲ科の植物と近縁と考えられ、ヒマラヤ山脈周辺に分布する近縁種の中には、ヤツガタケキンポウゲ、キタダケキンポウゲに類似した特徴を持った個体も確認されている。これらのことから、北極海周辺以外のアルタイ山脈やヒマラヤ周辺から日本列島の高山帯まで分布を広げ、現在は日本の一部の高山帯と、それぞれアルタイ山脈、ヒマラヤ周辺に生き残った種があることがわかる。
また、高山植物の宝庫であるお花畑を代表する高山植物の一つであるハクサンイチゲは、日本では中部地方の高山帯から東北、北海道の高山帯に連続的に分布しているが、北極海周辺には広く分布せず、それより南になる千島列島からカムチャッカ半島、そしてアラスカ付近に分布の中心がある。これはハクサンイチゲが環太平洋地帯を中心とした、どちらかといえば海洋性の分布を示しており、またカムチャッカ半島やアラスカでは山地に分布していることから、もともと山地を起源とした植物が高山帯に進出し、現在の日本の高山帯で見られる高山植物となったものと考えられている。ハクサンイチゲと似た分布を示す高山植物は、チングルマ、シナノキンバイ、フウロソウなどが挙げられ、高山草原から雪田や高層湿原といった湿性の環境に生育する種に見られる。
第四紀後期に火山活動によって現在の山体が形成された富士山は最終氷期以降に現在の標高に達したと考えられ、生育する高山植物は少ない。しかしヒメシャジン、クルマユリ、イワオウギ、タイツリオウギ、フジハタザオなどの高山植物が分布し、富士山に比較的近接する赤石山脈の高山植物相に類似が見られる。このことは高山植物の中には現在も分布を広げている種があることを示唆している。また富士山や中部地方の高山帯には、中国から日本にかけての東アジアの低地に広く分布する、イタドリの高山タイプの変種であるオノエイタドリが生育している。オノエイタドリは富士山では標高約2600メートルの高地まで分布している。高いものでは2メートルになる低地のイタドリと比べてオノエイタドリは高さが低く、約70センチ程度にしかならない。また葉も小さく、茎や葉の縁などに赤いアントシアン色素が沈着していて、標高が高い高山環境の強い紫外線などから植物体を守る仕組みが見られる。そして花芽の形成時期も低地種よりも約1ヵ月以上早く、高山の早い冬が到来する以前に種子を作るようになっており、種子の重さも低地種と比べて重く、また低温など幅広い温度条件で発芽が可能で、早い発芽と重い種子によって早い生長が図られるようになっている。このように現在も高山植物の分布は変化し続けていると考えられるとともに、低地や低山帯に起源を持つ植物も高山帯に適応して、分布を広げていく種があることがわかる。

### 高山植物の分類群構成からの知見
日本列島の高山植物と、ネパール、東シベリア、アラスカ、南ロッキー山脈の高山植物とを科、属という分類群構成から比較してみると興味深いことがわかる。これら5つの高山植物相でいずれも10位以内に入るのがキク科、キンポウゲ科、イネ科、バラ科の4科である。その中でキク科とイネ科は北半球では低山から高山にかけて広く分布しており、ほとんどの北半球植物相で構成種の上位を占めている。5つの高山植物相の中で最も他と差異が大きいのがネパールの高山植物相で、他の4植物相では5位以内に入るカヤツリグサ科が13位となり、他では10位以下のサクラソウ科の順位が7位となるという特徴が見られる。
東シベリア、アラスカ、南ロッキー山脈の科構成はかなり似通っており、とりわけ東シベリアとアラスカの類似性は高い。日本の高山植物の科構成はヒマラヤよりも東シベリア、アラスカ、南ロッキーとの類似性が見られる。これは多くの高山植物が北極周辺や環太平洋地域を中心として分布を広げたことに原因があるものと考えられている。日本の高山植物の科構成で特徴的な点は、アブラナ科が少なく、他の植物相では10位以内に入らないツツジ科、ユリ科が10位以内に入っていることである。日本の高山植物相にツツジ科、ユリ科が豊富な理由は、多くのツツジ科、ユリ科の植物が低山帯から高山へ進出し、種分化が進んだためと考えられている。
一方属レベルでは、サクラソウ属、トリカブト属、リンドウ属、トウヒレン属がともに10位以内に入るなど、ネパールの高山植物相との共通性が見られる。日本の高山植物の属構成では、他の4植物相では10位以内に入らないヨモギ属、スミレ属、ウシノケグサ属が多いという特徴があり、これもやはり低地帯からの植物の進出を示唆している。
このような科、属構成から日本の高山植物相を見ると、日本の高山植物相は東シベリア、アラスカ、南ロッキー山脈といった北極周辺や環太平洋地域を中心として分布を広げた植物に、中国、ヒマラヤの植物相の影響も加わり、更に日本の低地帯から高山帯への植物の進出そして分化が行なわれてきたことが想定される。

### DNA解析による知見

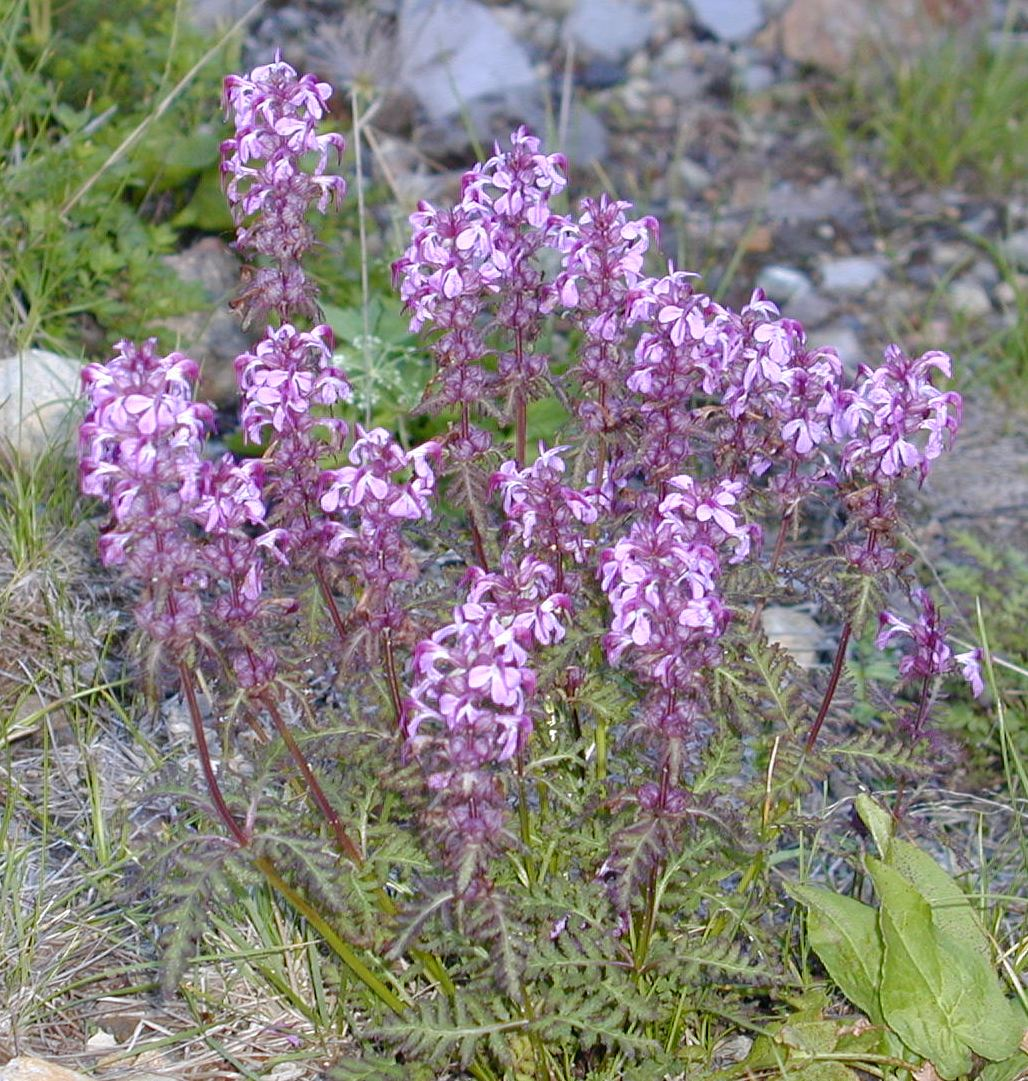
ヨツバシオガマのDNA解析によって興味深い事実が明らかになった。

藤井 (2008) などによって行なわれた最近のDNA解析によって、日本列島に生育する高山植物について興味深い事実が明らかになってきた。まず注目されたのがヨツバシオガマである、ヨツバシオガマは北はアリューシャン列島北東端から、南は本州中部山地にかけての帯状の地域に広く分布し、日本国内では亜高山帯から高山帯の草地に比較的良く見かける、高山植物としては普通種である。またヨツバシオガマは生育する場所によって大きさや花のつき方など種内の変異が大きく、変種の分類についてこれまでいくつかの説が唱えられてきた。このため各地に自生しているヨツバシオガマの本当の系統関係はどのようになっているのか、そしてもし変異が確認された場合、どのように分化が進んでいったのかを知るため、日本列島各地とアリューシャン列島北東端のウナラスカ島のヨツバシオガマ葉緑体DNAの解析が行なわれた。
DNA解析の結果、ヨツバシオガマの系統は大きく本州中部の高山帯から東北南部の月山までの南方系統と、東北の飯豊山以北アリューシャン列島までの北方系統に分かれた。なお、飯豊山と月山では南北両タイプのヨツバシオガマが確認された。面白いことに東北地方からアリューシャン列島まで広がる北方タイプの方が遥かに生育範囲が広いのにもかかわらず、北方系統内のヨツバシオガマの方が、南方系統内のヨツバシオガマよりも遺伝子変異が有意に小さかった。このことから北方系統のヨツバシオガマは南方系統よりも最近になって分化が進んだことがはっきりした。また北方系統と南方系統との遺伝距離からみて、両系統は60万年前から380万年前に分岐したものと考えられた。
また飯豊山と月山では、南北両タイプのヨツバシオガマが確認されたが、飯豊山、月山とも北方系統のヨツバシオガマは雪田などがある湿潤な環境に成育し、南方系統は山頂付近の風衝草原に分布し、お互いに全く遺伝的交流が見られず、花のつき方や葉の形態なども明確に異なり、別種レベルまで分化が進んでいることが確認された。
これらの事実から日本列島のヨツバシオガマは、東北南部を境に別種レベルまで異なった種に二分されている事実が明らかとなった。また南方の種より生育範囲が遥かに広い北方の種の方が種内の遺伝的変異が小さいことから、北方の種の方が新しい時代に分化したと考えられる事実と併せて、本州中部から東北南部にかけて分布する南方系統のヨツバシオガマは、最終氷期であるヴュルム氷期以前の氷期に日本列島に南下して定着し、その後の間氷期は高山で生き残り、最終氷期のヴュルム氷期になって東北南部まで新たにヨツバシオガマが南下してきたものの、かつての氷期から生き残り続けてきたヨツバシオガマが生育する本州中部にまで南下することは出来ず、その結果、ヨツバシオガマは本州中部から東北南部までの南方系統と、東北南部からアリューシャン列島北東端までの北方系統という、別種と言っても良い差異がある二つの系統に分化したと考えられるようになった。

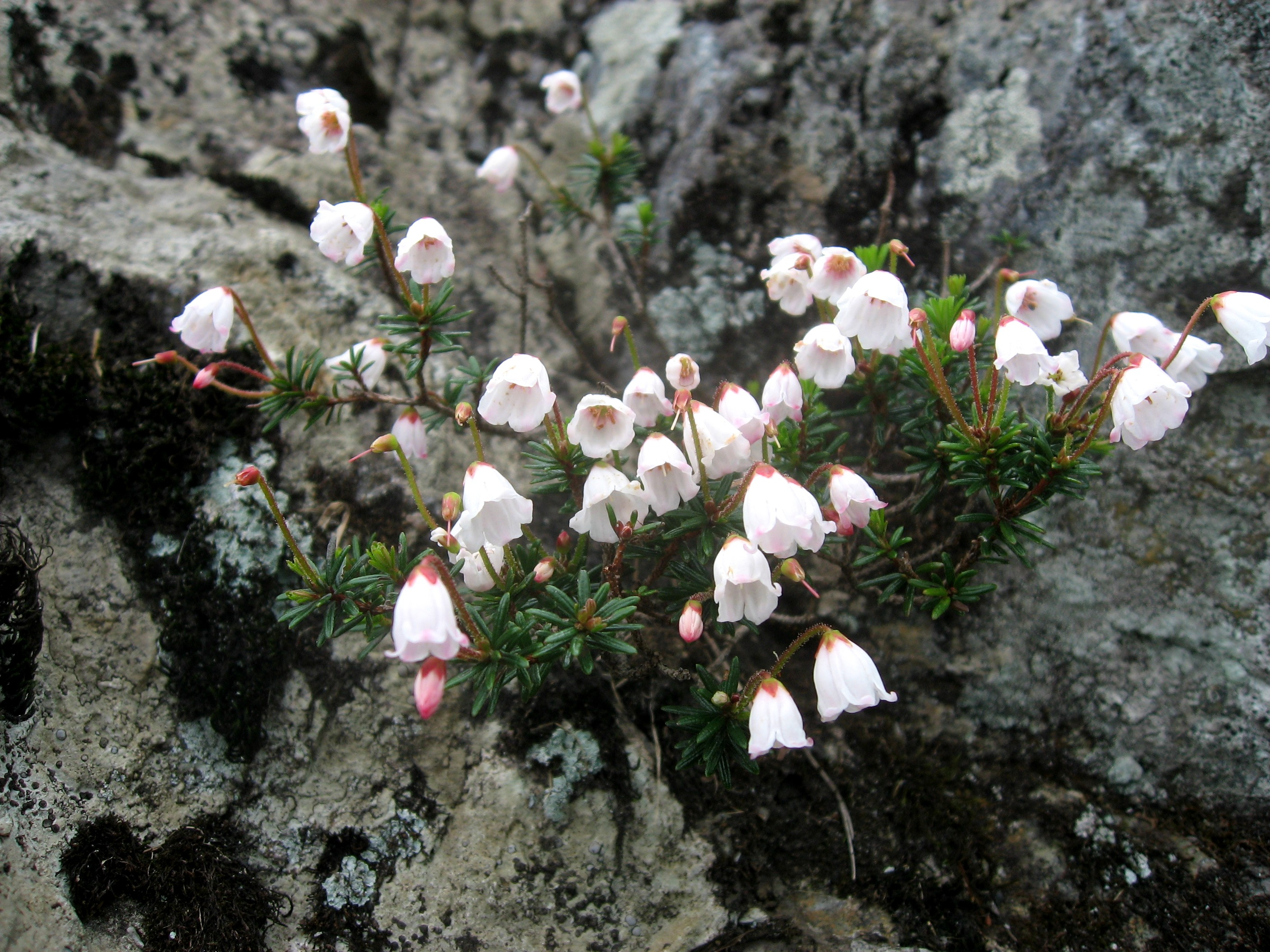
DNA解析によって、ツガザクラは北海道から中国・四国地方に分布するものまで同一系統に属することわかった。

その後の調査によって、ヨツバシオガマ以外の高山植物の中にも、DNA解析によって本州中部の高山帯と東北、北海道の高山帯とで大きく2系統に分かれる種があることが明らかになってきた。ハクサンイチゲ、ミネズオウ、ミヤマキンバイ、イワウメなどである。それぞれの種で南北の種の境界は多少のずれは見られるが、境界はヨツバシオガマと同じく月山や飯豊山付近であるものが多い。そしてエゾコザクラは本州中部の高山から東北南部の飯豊山まで、青森県の岩木山から北海道の中部山地、そして北海道北部の利尻山と知床半島の羅臼岳から千島列島、カムチャッカ半島、アリューシャン列島に至る3系統に分けられることが明らかになった。各種の系統分岐は9.8万年前から300万年前に発生したと考えられ、やはりそれぞれの種はヨツバシオガマと同じく、南方系統の種は最終氷期のヴュルム氷期以前の氷期などに日本列島へやって来て、現在まで生き残った種であると考えられている。またハイマツについても本州中部、東北南部の高山帯と、東北北部、北海道の高山帯に分布する2系統に分けられることが明らかとなり、本州中部と東北地方南部の高山帯が、最終氷期以前の氷期に日本列島に南下してきた高山植物のレフュジア（避難場所）として機能していたものと考えられている。
日本列島は第三紀鮮新世に入って山地の隆起が始まり、第四紀に入ると隆起が本格化して現在の飛騨山脈、赤石山脈という本州中部の3000メートル級の山を擁する山脈が形成されたと考えられる。これはインド亜大陸がユーラシアプレートに衝突するようになった結果、ユーラシアプレートに東西に割るような力が働くようになり、日本列島周辺ではユーラシアプレートに東方向への力が働くようになった上に、フィリピン海プレートの伊豆・小笠原弧が北上によって伊豆半島などが日本列島に衝突するようになり、日本列島全体として西と南から押す力が働くようになったからであると見られている。また第三紀中新世以降の寒冷化の進行は、第四紀になると寒冷期である氷期と比較的温暖である間氷期が交互にやってくるようになった。第四紀には本州中部にある程度以上の高さを持つ高山帯が形成されており、氷期に南下した高山植物の一部は本州中部の高山帯で生き延びることが出来たものの、山地の高さが足りなかった東北地方や北海道では生き残れずに、最終氷期に北方から南下した種が生育するようになったと考えられている。
一方、イワギキョウ、チシマノキンバイソウ、ツガザクラなどは、DNA解析の結果、南北の2系統に分類されることはなく、日本国内に分布する種は同一系統のものと考えられている。特にツガザクラは本州中部以西の大山、四国の西赤石山などにも分布しているが、北海道から大山、西赤石山に至るまで単一の系統であった。これまでのDNA解析の結果からはヨツバシオガマのように南北2群に分かれる種の方が少数で、ツガザクラのように単一の系統を示すものの方が多く、最終氷期以前に日本列島の高山にやって来た種のうちで一部のみが、本州中部から東北南部の高山帯で生き残ってきた可能性が示唆されている。

## 日本の高山植物分布型
日本列島には北極海周辺、アジア各地、千島列島やカムチャッカ半島、アラスカに起源を持つ植物や、低山帯から進出したと考えられる高山植物が分布している。これまで日本の高山植物について、地理的な分布やその起源による分布型についての研究が行なわれており、各研究者の間で分布型のカテゴリーや区分けに違いが見られるが、ここでは主に清水（1982、1983）の研究に依拠した佐藤 (2007) の分類を中心に、日本の高山植物の分布型とそこから見える日本の高山植物相の特徴について説明する。
日本列島にはシダ植物と種子植物を合わせておよそ500-600種の高山植物が生育していると考えられている。清水（1982、1983）は487種（128亜種）の高山植物が自生しているとし、その起源や地理的な分布域から汎世界要素、周北極要素、アジア要素、太平洋要素、低山要素、純日本固有要素の6群に分類した。なお清水は周極要素には周極要素、アジア・ヨーロッパ型、アジア・北アメリカ型の3つ、アジア要素は東北アジア要素、東アジア要素、北アジア要素、中央アジア要素、中国・ヒマラヤ要素、東南アジア要素、アジア大陸要素の7つ、太平洋要素は北太平要素、両太平洋要素、低山要素は純高山要素、侵入要素の2つという下位分類を行っている。
| 分布域         | 種の数 （）内は亜種 | 概要                                                                            | 主な種 |
| -------------- | ------------------- | ------------------------------------------------------------------------------- | --- |
| 汎世界要素     | 10 (2)              | 北極、南極、世界の高山帯に分布する種と その近縁種                               | アオスゲ、コミヤマヌカボ、コメススキ、ヒメハナワラビ、ミヤマコウボウ |
| 周北極要素     | 130 (25)            | 北極海周辺を中心とした北半球北部に 分布を持つ種とその近縁種                     | イワベンケイ、ウサギシダ、ウメバチソウ、キバナノコマノツメ、クモマキンポウゲ、クロマメノキ、コケモモ、ゴゼンタチバナ、チシマアマナ、ツマトリソウ、ミツガシワ、ミネズオウ、ムカゴトラノオ、モウセンゴケ、リンネソウ、ワタスゲ |
| アジア要素     | 180 (61)            | アジア大陸に分布を持つ種とその近縁種                                            | イソツツジ、イブキジャコウソウ、イワウメ、イワギキョウ、イワブクロ、キバナシャクナゲ、キンロバイ、クルマユリ、コガネギク、コマクサ、シコタンハコベ、タカネスミレ、チングルマ、チシマザサ、ミヤマオダマキ                     |
| 太平洋要素     | 74 (14)             | 千島列島、アリューシャン列島、アラスカなど太平洋周辺に 分布を持つ種とその近縁種 | アオノツガザクラ、イワギキョウ、イワヒゲ、ウルップソウ、エゾコザクラ、エゾツツジ、クロユリ、シラタマノキ、ハクサンチドリ、マイヅルソウ、ヨツバシオガマ                                                                       |
| 低山要素       | 50 (16)             | 日本および日本周辺の低山帯から進出したと考えられる種                            | タカネマツムシソウ、タカネトリカブト、チョウカイアザミ、ハクサンシャジン |
| 純日本固有要素 | 43 (10)             | 日本列島に起源を持ち、分布すると考えられる固有種                                | オゼソウ、オンタデ、シラネアオイ、シレトコスミレ、ナンブイヌナズナ |

各分布域の代表の種とその画像を以下に示す。
| 汎世界要素 | 周北極要素   | アジア要素 | 太平洋要素   | 低山要素           | 純日本固有要素 |
| ---------- | ------------ | ---------- | ------------ | ------------------ | -------------- |
| アオスゲ   | モウセンゴケ | チングルマ | エゾコザクラ | タカネマツムシソウ | シラネアオイ   |
|            |              |            |              |                    |                |

日本列島の高山植物の分布型を詳細に見ると、興味深い事実が見えてくる。まず北海道の高山植物相は本州よりも汎世界要素や周北極要素の比率が明らかに高く、その上固有種の比率も低いため、北海道はより北方系の影響を強く受けており、高山植物の種も本州に比較して未分化であることが示唆された。また朝鮮半島の高山植物相は北海道よりも更に固有種の比率が低く、より北方系の影響が強い結果が示されており、島嶼である日本列島の地理的隔絶の強さが見えてくる。
また本州中部の高山帯では、周北極要素と太平洋要素が多く見られるが、日本海に近い飛騨山脈では太平洋要素の進出が目を引く。これは本州中部の高山帯から北海道にかけての雪田では太平洋要素の高山植物が多いことと同じく、海洋性の湿潤な気候であるアリューシャン列島などを起源とする太平洋要素の高山植物が、冬季には多雪に見舞われる日本海周辺や、長い期間雪に覆われる雪田に分布を広げたものと考えられている。
そして石灰岩地、かんらん岩地や蛇紋岩地といった特殊岩地には周北極要素とアジア要素の中でも東北アジア要素と東アジア要素が多く見られ、太平洋要素の高山植物が少ないことが明らかとなった。周北極要素は日本の高山植物の中でも最も寒冷な気候を好み、一方東アジア要素は温暖な気候を好むものと考えられる。また特殊岩地は極めて固有種に富むことが知られており、石灰岩地、かんらん岩地や蛇紋岩地の周北極要素と東アジア要素の植物にも多くの固有種が見られる。つまり特殊岩地には寒冷な気候と温暖な気候を好む固有種が共存していることになるが、これは最終氷期以前という古い時代に日本列島に渡ってきた高山植物が、氷河に覆われることがなかった特殊岩地で生育をするようになり、植物の生育に悪影響を与える成分を含む特殊岩地では間氷期になっても植物の進出が抑制され、また岩場が多い乾燥した環境である特殊岩地には太平洋要素の植物の進出が困難であり、古い時代に定着した周北極要素、東北アジア要素そして東アジア要素の高山植物が生き延びることが可能となり、やがて特殊な環境に適応した固有種に分化していったものと見られている。

## 日本の高山とハイマツ帯

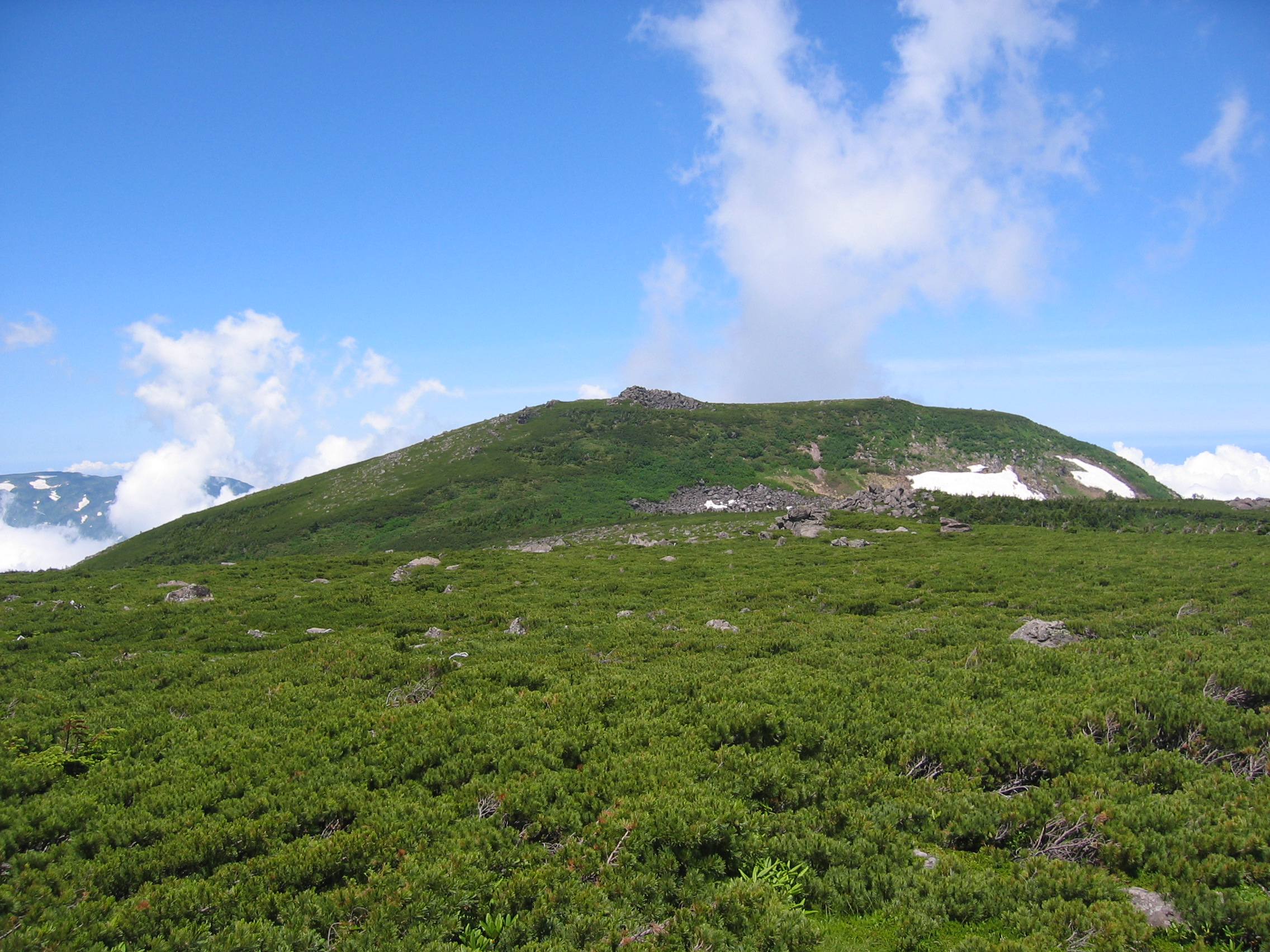
ハイマツ帯は日本の高山植生の大きな特徴の一つである。

### 日本の高山植生の特徴の一つであるハイマツ帯
ハイマツはその名前が示すように、直立することなく地面を這うように生育するマツ科の低木である。ハイマツはバイカル湖西岸付近から東部北緯70度付近までの東シベリアに分布の中心があり、日本の赤石山脈を分布の南限とし、中国東北地方、朝鮮半島北部にも見られる。ハイマツと似た分布を示す植物にはキバナシャクナゲやグイマツがあり、ハイマツはその分布の中心である東シベリアでは、主に低地に分布するグイマツ林の林間植生として分布している。
本州中部の高山帯以北の日本の高山では、亜高山針葉樹林帯の上部にハイマツ群落が優占するハイマツ帯が広く分布しており、ハイマツ帯の存在は日本の高山植生の特徴の一つとされている。これはハイマツ分布の中心である東シベリアでは、主として低地グイマツ林の林間植生となっている点と大きく異なっている。
日本の高山でのハイマツ帯の分布を調べてみると、冬季の積雪の深さと深い関連性が見られる。例えば大雪山での調査ではハイマツ帯は冬季の積雪が平均30センチ以上から300センチの場所に分布することが明らかとなった。これは低木で地を這って生育するハイマツは、冬季には雪をハイマツ群落全体でしっかりと捉え、雪に埋もれることによって、世界一過酷な環境とされる冬季の日本の高山に吹き付ける強風と、低温から植物体を守っているためと考えられている。また冬季の積雪が多い場所は、雪解けが遅くなるためにやはりハイマツの生育に不適であると見られている。

### ハイマツ帯の発達理由
前述のように日本の高山では、夏季の7、8月の平均気温が10度という森林限界の目安よりも標高が低い場所で亜高山針葉樹林帯からハイマツ帯に移行する。実際、亜高山針葉樹林帯に生育するオオシラビソなどがハイマツ帯の中でも生育するが、地面を這って生育するハイマツと異なり、高木となるオオシラビソなどは冬季の強風や積雪に耐えることが困難で、ハイマツ帯の中に見られるオオシラビソは樹高が1-2メートル以上には生育できない。そして本州中部の高山帯では標高約2500メートル以下になると冬季の過酷な風雪も幾分和らぐため、亜高山針葉樹林帯が成立するようになる。
地面を這って生育する低木であるハイマツは、世界一過酷な環境と言われる日本の高山での冬季の暴風雪を、雪に守られることによって防ぐことが可能であるため、ハイマツ中心である植生のハイマツ帯が発達するようになった。またハイマツの生育には水分が豊富に供給されることが必要であると考えられており、多くの積雪が見られ、夏季の降水にも恵まれている日本の高山は水分の供給から見てもハイマツの生育に適している。
ハイマツは氷期に日本列島に南下し、現在は高山に遺存しているものと考えられている。マツ科の中で最も寒冷な気候に適応している上に、地面を這って生育する低木という形態を生かし、雪の中に埋もれることによって冬季の強風や低温から身を守り、更に豊富な降水量にも支えられ、中部地方以北の日本の高山にはハイマツ帯が発達するようになった。

### 森林限界とハイマツ帯

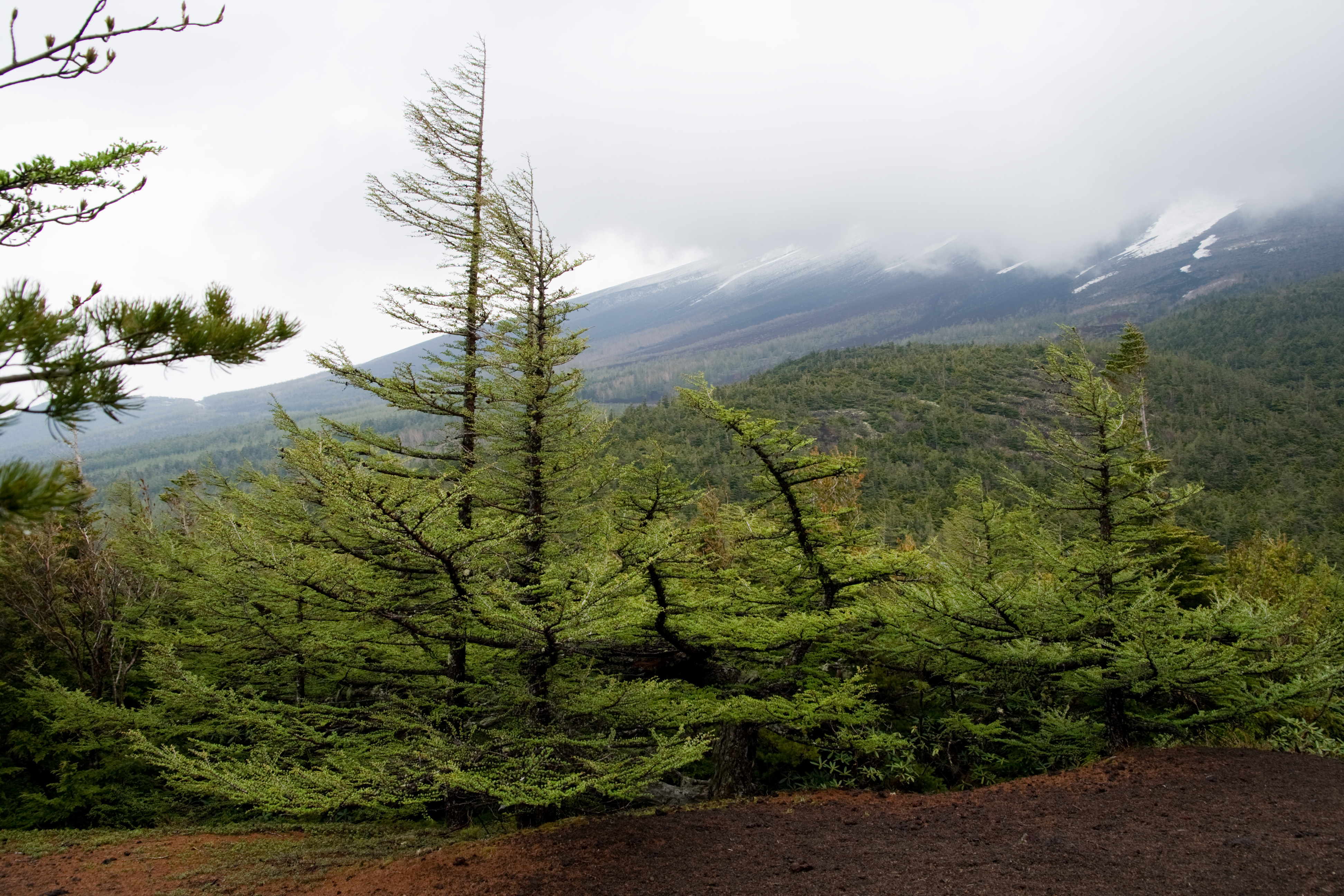
富士山は日本の高山としては唯一、ヨーロッパアルプスやロッキー山脈と類似したカラマツを主とした森林限界移行帯が見られる。

ヨーロッパアルプスや北アメリカのロッキー山脈では、亜高山針葉樹林帯は標高が高くなるにつれて森林の密度と樹木の高さが減少して行き、やがて樹木が見られない森林限界に達し、それより高い場所は高山帯に入る。この亜高山針葉樹林帯から高山帯に移行する部分については森林限界移行帯と呼ばれ、ドイツ語圏のヨーロッパアルプスではカンプフゾーンとも言われている。カンプフゾーンとは戦う場所という意味のドイツ語であり、これは木本植物が主要な構成種である亜高山針葉樹林帯を構成する樹木が、木本植物の樹林帯を形成するために厳しい高山環境と戦っている場所であるとの意味を込めている。
一方、日本では亜高山針葉樹林帯からわずかな移行帯を経て急激にハイマツ帯に移行し、ハイマツ帯の上部に高山帯の草本群落が広がるという特徴が見られる。日本でヨーロッパアルプスやロッキー山脈と比較的類似した森林限界移行帯が見られるのは富士山である。第四紀火山である富士山は、高山帯の成立が新しかったためにハイマツが進出できず、針葉樹林帯を形成する樹木の一つであるカラマツがダケカンバ、ナナカマドなどとともに徐々に森林の密度を下げ、樹高も低くなりながら標高の高い地域まで分布し、上部には草本が分布する高山帯が見られる。
元来日本の高山帯も、氷期にはヨーロッパアルプスやロッキー山脈と同様の森林限界移行帯を経て、高山帯となっていたとの説が唱えられている。この説によれば、最終氷期終了後に成立した多雪という気候条件が日本の高山にハイマツ帯を発達させたということになる。一方、台湾の高山にはニイタカビャクシン、ヒマラヤ山脈にはシャクナゲ、アフリカのケニア山などではキク科の低木林が見られ、ヨーロッパでも氷期に氷河の影響を受けることが比較的少なかったと考えられる東ヨーロッパの高山には、日本のハイマツ帯と似たムゴマツ帯が見られることから、ハイマツ帯のような低木帯を経て高山帯に至る日本の森林限界の状態がむしろ普遍的であり、氷期に氷河の大きな影響を蒙ったヨーロッパアルプスやロッキー山脈は、氷河によって低木帯が大きな打撃を受けたため、氷期が終了した後、亜高山針葉樹林帯を構成する樹木が密度と高度を減じながら高山帯に至る現在の森林限界移行帯が成立したとの説もある。

## 熱帯の高山に分布する高山植物と日本の高山植物との差異
高山帯は世界各地に分布しており、それぞれの高山帯にはその環境に適応した高山植物が分布している。例えばアフリカのキリマンジャロ山やケニア山といった、標高5000メートルを越え氷河が見られる高山には、日本のものとは異なった高山植物が生育している。
アフリカやアンデスなどの高山帯では、昼間は10度以上にまで上昇した気温が夜間には0度以下に下がるという気温の日変化が大きく、しかも温帯にある日本とは異なり季節変化が小さいため、ほぼ毎日気温が0度を挟んで上下する現象が起こる。また積雪量や降水量も少なく、日本の高山ほど強い風が吹くことも少ない。そして熱帯の高山植物は標高が高い場所に分布するため、紫外線が強い環境に置かれる。そのためアフリカやアンデスの高地では、日中と夜間の温度差、少ない降水量、強い紫外線に適応した高山植物が分布するようになる。
アフリカの高山ではジャイアントセネシオやジャイアントロベリアといった大型の高山植物が見られ、アンデスでもキク科の大型の高山植物がある。これはまずアフリカやアンデスは日本の高山よりも雪が少なく、また風も弱いために大型の高山植物の生育が可能であると考えられている。またアフリカやアンデスの大型の高山植物の中には、1メートルから5メートルの幹の上に常緑性の大きな葉を広げた植物が見られる。これらの植物では葉は枯れてもすぐに落ちることなく植物体を覆い、断熱効果を生み出している。そして昼間は葉を広げ、夜になると葉を閉じることによって一日の大きな気温差から植物体を守っている。また強い紫外線と少ない降水量から守るために、クチクラ層が発達した多肉質の高山植物も多い。
巨大な高山植物はヒマラヤ山脈でも見られる。ヒマラヤでは植物体が綿毛のようなものに包まれた植物や、花茎が葉緑体が含まない半透明の葉に覆われた、ビニールハウスのような植物といった独自の進化を遂げた高山植物が見られる。このような高山植物が生まれた要因はまだ明らかになっていないが、植物の生長点の保温や、花茎内を保温して受粉のために昆虫類を誘引するためとの仮説が出されている。

## 石灰岩地、かんらん岩や蛇紋岩地と高山植物

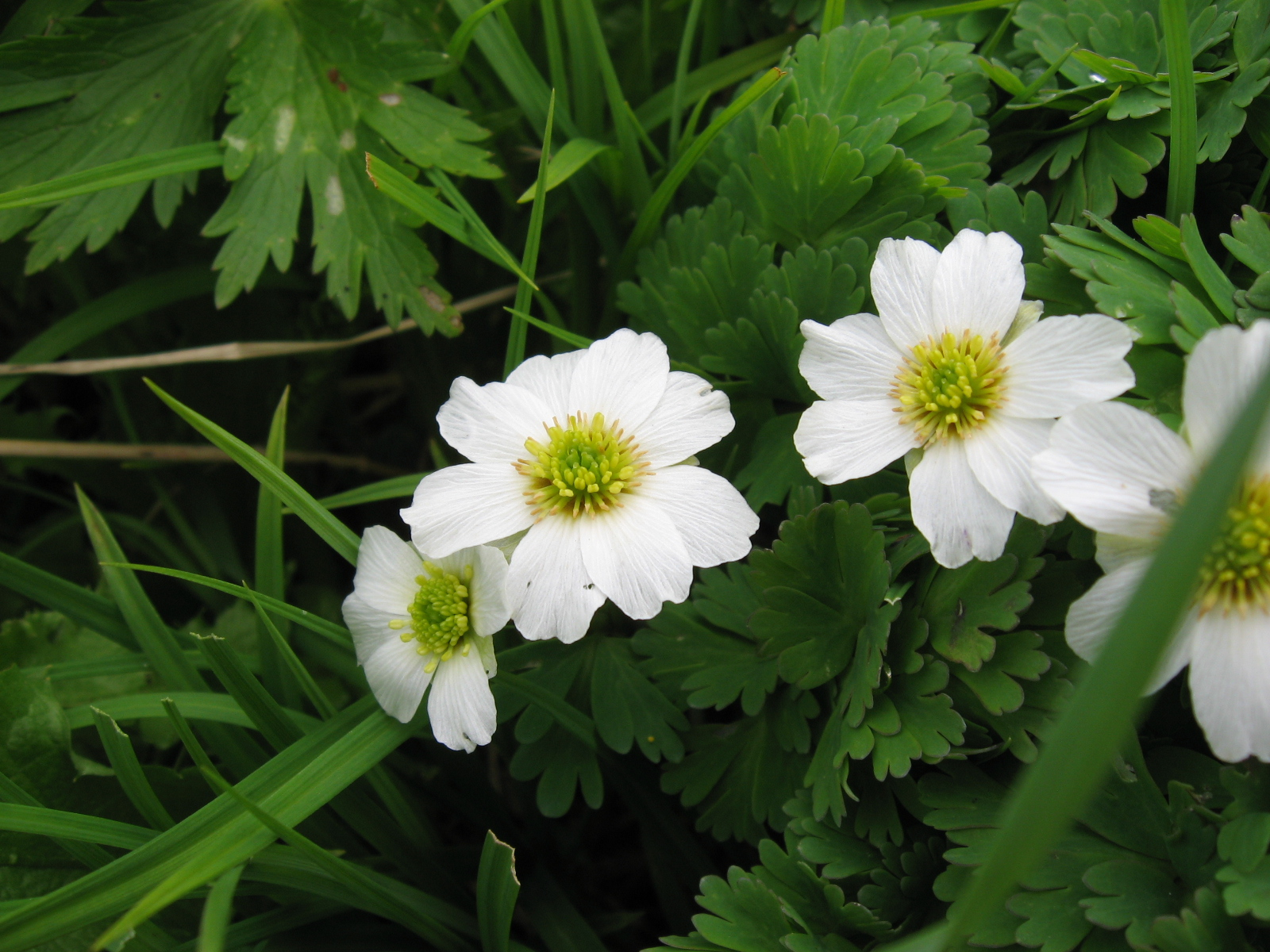
石灰岩地やかんらん岩、蛇紋岩地には、キタダケソウのように最終氷期以前の氷期の生き残りと考えられる貴重な高山植物が多く分布している。

一般的に高山植物が生育する標高より低い場所であっても高山植物が多く生育する場所が見られる。そのような場所の代表的な例として、塩基性岩の石灰岩、超塩基性岩のかんらん岩、蛇紋岩が露出している場所が挙げられる。石灰岩地はカルシウムが過剰で植物の生育に欠かせないカリウムやリンが不足しており、そのうえ風化しにくいために土壌の発達が悪い上に乾燥しやすく、樹木の生育には障害が大きいために森林が発達しにくくなり、比較的標高の低い場所でも高山植物が多く生育する場所が見られることになる。一方かんらん岩、蛇紋岩地は、植物の生育を阻害するニッケルやクロムといった金属類を多く含み、植物のカルシウム吸収を阻害するマグネシウムも多く含まれている。その上にかんらん岩や蛇紋岩は風化すると砂礫化して崩れやすくなる特徴があり、石灰岩地と同じく森林の形成が阻害されるため、やはり比較的高度が低い山でも高山植物が多く見られるようになる。また植物の生育に阻害要因が多い石灰岩地やかんらん岩、蛇紋岩地には、このような場所でも生育可能な固有種が多く見られることで知られている。

### 石灰岩地の高山植物
日本で石灰岩地が見られる高山は比較的少ないが、赤石山脈の北岳や光岳、飛騨山脈の白馬岳、清水岳などが挙げられる。また北海道の崕山や大平山などの石灰岩地は、標高1000メートルを少し超えた程度の比較的標高が低い山でありながら、高山植物が多く見られることで知られている。
石灰岩地の高山植物は、乾燥しやすい土壌のために多肉植物が多く生育することが知られている。また北岳にはキタダケソウを始めとする、古い時代に日本にやってきた種の生き残りと考えられる種が多く見られることで知られ、崕山と大平山に分布するオオヒラウスユキソウなどの固有種が分布するなど、日本の石灰岩地には貴重な固有種である高山植物が分布することが知られている。
またキタダケソウ属の植物は、日本やその周辺では石灰岩地である崕山にキリギシソウ、サハリン中部山地の石灰岩地にはカラフトミヤマイチゲ、かんらん岩、蛇紋岩地である北海道のアポイ岳にはヒダカソウが分布し、その他、石灰岩地やかんらん岩、蛇紋岩地ではないが朝鮮民主主義人民共和国にある冠帽峰の花崗岩地にはウメザキサバノオが分布している。このようにキタダケソウ属の植物は、東アジアにおいてはそれぞれの自生地がお互い遠く離れた山地に隔離分布をしている。キタダケソウ属の祖先は古い時代に日本やその周辺の東アジアにやってきて、現在は主に石灰岩地やかんらん岩、蛇紋岩地のある山地に遺存しているものと考えられている。

### かんらん岩、蛇紋岩地の高山植物

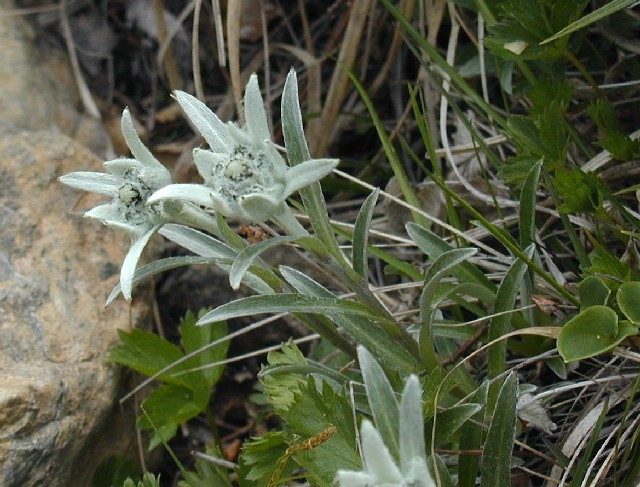
早池峰山固有種のハヤチネウスユキソウのように、かんらん岩、蛇紋岩地の山には貴重な高山植物の固有種が見られる例が多い。

かんらん岩や蛇紋岩が露出する高山植物の生育地としては、夕張岳、アポイ岳など北海道の日高、夕張山系、東北地方の早池峰山、尾瀬の至仏山、飛騨山脈北部の白馬岳付近、その他四国の東赤石山が良く知られている。特にアポイ岳は標高810メートルという比較的低い標高の山であるが、極めて豊かな高山植物相に恵まれている。かんらん岩や蛇紋岩地は風化すると砂礫化しやすい特徴があるため、コマクサやイワツメクサなどといった崩壊地に適応した高山植物が多く見られる。そしてかんらん岩や蛇紋岩地に多く含まれるニッケル、クロム、マグネシウムなどの植物の生育を阻害する元素から植物体を守ることができる、超塩基性岩変形植物と呼ばれるかんらん岩、蛇紋岩地に適応した植物が見られる。また北海道では標高100メートルから600メートル程度の天塩山地のかんらん岩や蛇紋岩地に高山植物の群落が見られるなど、先述したアポイ岳とともに標高数百メートルのかんらん岩、蛇紋岩地に高山植物群落が確認されている。
かんらん岩、蛇紋岩地に適応した超塩基性岩変形植物の例としては、北海道の夕張岳にのみ見られるウルップソウ科のユウバリソウが挙げられる。ウルップソウは本州中部高山帯の白馬岳、八ヶ岳、北海道の礼文島に分布し、千島列島、カムチャッカ半島、アリューシャン列島にまで分布が広がっている。また北海道の大雪山にはウルップソウに近縁のホソバウルップソウが分布している。ユウバリソウは青紫色の花を咲かせるウルップソウやホソバウルップソウと異なり白い花を咲かせ、その他にもウルップソウやホソバウルップソウと異なる特徴が見出せる。ユウバリソウはウルップソウがかんらん岩、蛇紋岩地である夕張岳の環境に適応したものであると考えられている。その他夕張岳に生育する超塩基性岩変形植物の固有種である高山植物としては、オオバキスミレがかんらん岩、蛇紋岩地に適応したシソバキスミレなどが知られている。また東北地方の早池峰山ではハヤチネウスユキソウを始めとする固有種や、チシマフウロなど北海道から隔離分布する高山植物が多く生育していることで知られており、北海道の天塩山地と本州の至仏山、谷川岳のかんらん岩、蛇紋岩地には日本固有種であるオゼソウが分布するなど、かんらん岩、蛇紋岩地はその特殊な環境に適応した高山植物の固有種が多く分布し、また本州と北海道の山地に隔離分布する種が多く見られるという特徴がある。

### 石灰岩、かんらん岩や蛇紋岩地の高山植物の由来
石灰岩地、そしてかんらん岩、蛇紋岩地に分布する高山植物は、ユウバリソウやシソバキスミレのように環境に適応した固有種が多いとともに、キタダケソウ属やオゼソウのように隔離分布を示す植物が多いという特徴がある。これは石灰岩地やかんらん岩、蛇紋岩地に生育する高山植物の固有種は、最終氷期以前の氷期に日本列島にやって来て、植物の生育に必ずしも適さない環境のため、間氷期も他の植物の侵入から保護されることによって現在まで生き残ることが可能であったと考えられる。そのため石灰岩地やかんらん岩、蛇紋岩地には環境に適応した固有種や隔離分布を示す貴重な高山植物が多く見られるようになった。北海道では広い面積を有する大雪山の高山植物相よりも、夕張山とアポイ岳の高山植物相の固有種の方が豊かであるとの調査結果も出されており、石灰岩地、そしてかんらん岩、蛇紋岩地といった特殊岩石地の植物相の貴重さがわかる。
なお石灰岩地やかんらん岩、蛇紋岩地でも、イブキジャコウソウやミヤマオダマキという普通の高山植物も見ることができる。これらの高山植物は元来、石灰岩地やかんらん岩、蛇紋岩地の環境に対する耐性を備えているものと考えられる。

## 石灰岩地やかんらん岩、蛇紋岩地以外で高山植物が見られる低標高地
石灰岩地やかんらん岩、蛇紋岩地以外にも、比較的標高が低い場所であるにもかかわらず高山植物が多く見られる場所がある。安山岩質集塊岩地や火山荒原のように主に地質的な原因によるものや、夏季に地中で冷やされた空気が流れ出す風穴の周辺などである。

### 安山岩質集塊岩地やその他の露岩地
北海道の札幌市にある定山渓天狗岳や神威岳、ニセコ山系の熊野岳などでは、標高700メートルから1150メートルといった比較的標高の低い山でありながら、高山植物の群落が見られることが知られている。これらの山は安山岩質の集塊岩を中心とした地質であり、比較的もろい岩質の集塊岩のため急峻な岩壁や岩礫地が広がっており、森林の発達が悪く、冬季の寒冷な季節風の影響を受けやすいために比較的低い標高であるのにもかかわらず高山植物の群落が発達したものと考えられている。
また集塊岩地ではない安山岩質の急峻な断崖が多く見られる札幌市の手稲山と観音岩山でも、急峻な断崖地を中心として高山植物の群落の発達が見られる。手稲山は標高1000メートルあまり、観音岩山は約500メートルに過ぎず、やはり標高は比較的低い。断崖地もやはり森林の成立が困難であり、冬季の寒冷な季節風の影響を受ける場所であることによるものと考えられている。

### 火山荒原や硫気孔原

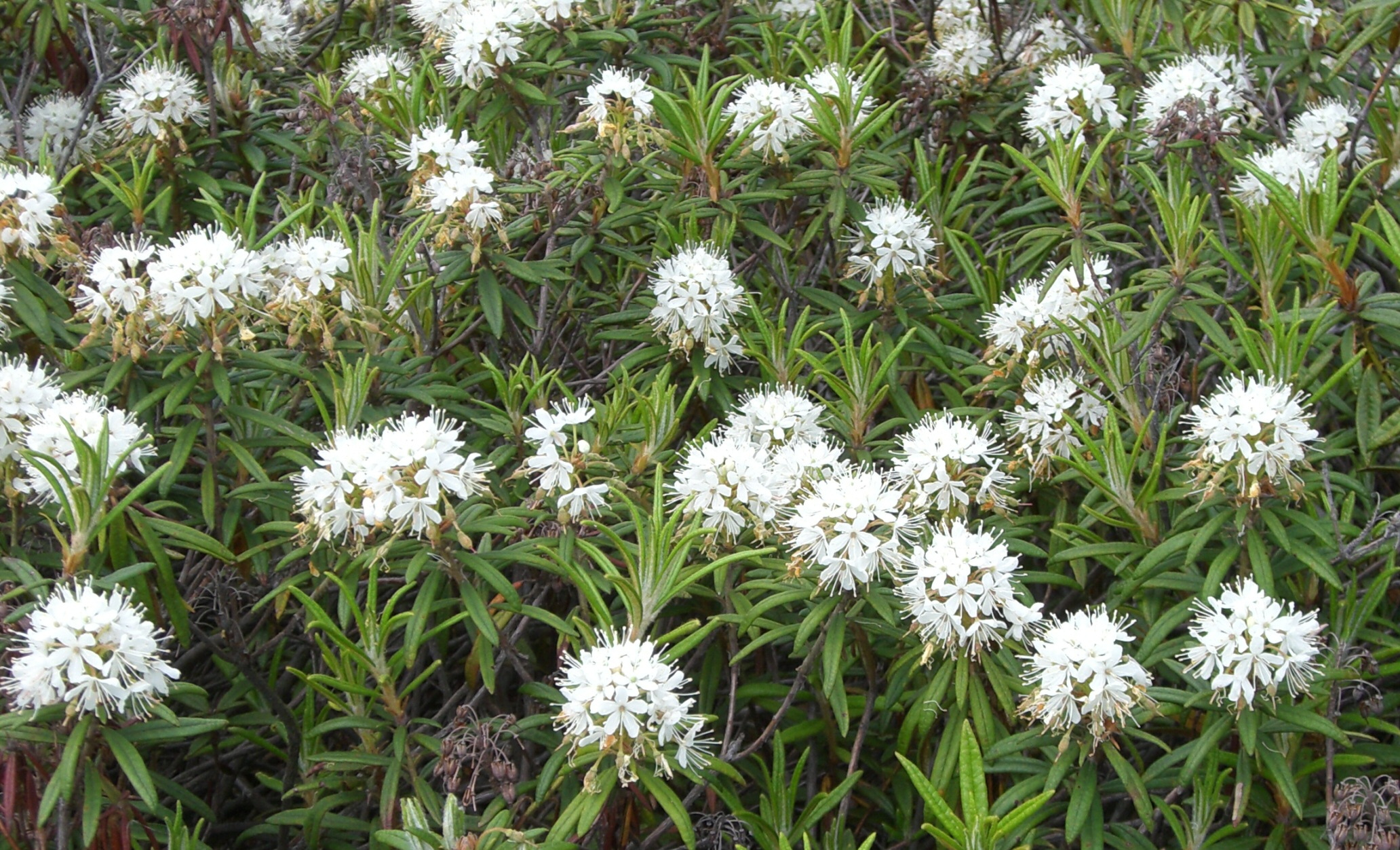
二酸化硫黄や硫化水素の噴出が続く酸性土壌に適応したイソツツジ。写真は北海道のアトサヌプリのイソツツジ

標高が比較的低い場所でありながら高山植物の群落が見られる場所として、火山活動によって噴出した溶岩や火山灰によって覆われた火山荒原の存在が挙げられる。北海道では渡島大島、駒ヶ岳、樽前山、本州では浅間山の溶岩流や火砕流の跡地が挙げられる。例えば浅間山の火山荒原では標高1300メートル付近まで高山植物の群落が見られ、これは周辺の地域で見られる高山植物群落より1000メートル以上低い場所である。
高山植物の群落が見られる火山荒原は、完新世という新しい時代に火山活動があった火山に見られる。火山活動によって森林が破壊され、そこに遷移の初期の段階で、荒れた土地でも生育が可能である高山植物の群落が発達するものと考えられている。また例えば有珠山のように近年比較的短期間の間に火山灰や溶岩を噴出する噴火を繰り返している火山では、高山植物の群落が成立することも困難となる。
プレートの収束帯であり、環太平洋火山帯に属する日本列島で見られる高山植物群落は、ヨーロッパアルプスと比較して火山荒原の高山植物群落など、火山活動の影響によって成立した高山植物群落が見られることが特徴の一つとして挙げられるp.145。また氷期に日本列島へやって来た高山植物は、東北地方など高山が見られない地域では火山荒原を伝いながら本州中部の高山帯まで分布を拡大したものと考えられている。
火山活動によって噴出された溶岩や火山灰に覆われた火山荒原以外にも、火山による二酸化硫黄や硫化水素などの噴気活動が活発である硫気孔原に高山植物の群落が見られる場合がある。例としては東北地方の恐山、蔵王山、北海道の恵山、屈斜路カルデラ内のアトサヌプリなどが挙げられる。これは二酸化硫黄や硫化水素の噴出や強酸性の土壌によって多くの種の植物の生育が阻害されるため、このような環境でも生育が可能な一部の高山植物の群落が発達するものと考えられている。

### 海岸風衝地
北海道では知床岬や襟裳岬など、海岸線付近にありながらガンコウランなどの高山植物群落が見られる例が知られている。ともに強風による風食地形が見られ、森林が発達しない荒地となって高山植物の群落が見られる。強風は冬季には積雪を吹き飛ばすため、植物は雪に守られることなく厳しい寒気に直接晒されることになる。また襟裳岬の場合は夏季に濃霧が発生することが多く、このことも高山植物群落の形成に影響していると考えられる。このように比較的緯度が低い日本でも、環境によっては海岸線付近でも高山植物の群落が見られる。しかしエゾシカの急増によって、現在知床岬の高山植物群落は大きな打撃を受けている。

### 風穴
標高が低い場所で高山植物が見られる場所の一つとして、東北地方から北海道にかけての風穴がある。風穴は岩屑地帯や火山周辺の溶岩流などに見られ、一年を通して10度前後の気温である。風穴から夏季に冷涼な空気が流出する周辺に高山植物の群落が見られる例がある。山形県高畠町の標高約700メートルの風穴周辺や秋田県大館市の長走では標高約200メートル程度という低い標高であるが、ゴゼンタチバナ、コケモモといった高山植物が見られる。
北海道では十勝地方や空知地方、そして札幌近郊に1000メートル以下の標高であるにもかかわらず、周辺にイソツツジ、コケモモ、リンネソウなどの高山植物群落が見られる風穴がある。東北と北海道の風穴を比較すると、北海道の風穴周辺の方がより多くの種類の高山植物が見られる。また低標高地で見られる高山植物群落の多くは地質や地形によって高山植物の群落が発達したと考えられる中で、風穴周辺はその地の気温によって高山植物の群落が発達した点が注目される。

### 礼文島について

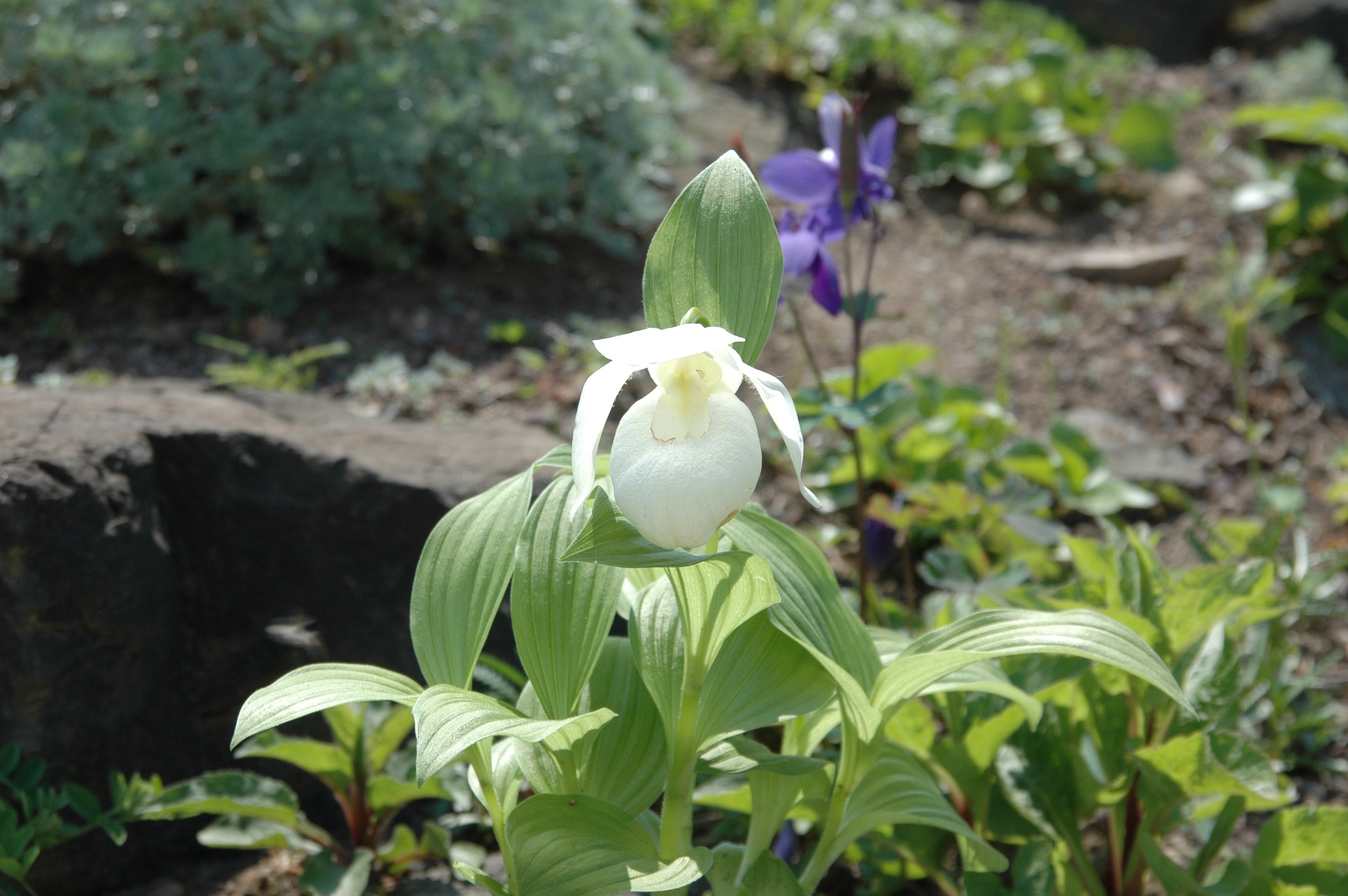
レブンアツモリソウ

比較的標高が低いのにもかかわらず、多くの高山植物が見られることで知られる代表的な場所として北海道の礼文島が挙げられる。礼文島は最高点が標高490メートルに過ぎないが、最高点の礼文岳など島の中央部から南部にかけて広がる標高約200－500メートルの山地の西側では、海岸付近から大規模な高山植物の群落が見られる。礼文島の地質は砂岩や泥岩、礫岩、凝灰岩などからなり、もろくて砂礫や岩礫となりやすく、東側がゆるやかで西側が急峻な礼文島の地形と、冬季に主に北西方向から吹き付ける冷たい季節風の影響などもあって、島の西側は森林の発達が悪く草原地帯や崩壊地が広がり、高山植物の群落が多く見られるようになったと考えられている。
また礼文島にはレブンアツモリソウといった固有変種や、レブンソウ、ウルップソウのように分布範囲が限られた隔離分布を示す貴重な高山植物が見られることが知られていて、現在、多くの高山植物が見られる島中央部の山地や西部の多くの地域は、利尻礼文サロベツ国立公園内の特別保護地区と特別地域とされている。そして礼文島に自生する高山植物の中には、盗掘によって激減したレブンアツモリソウを始めとした、多くの絶滅危惧種、危急種が見られる。

## 生物多様性と日本の高山植物

### 固有植物ホットスポット
2005年、維管束植物の固有種数が多いのにもかかわらず原生生態系の喪失度が大きい、豊かな生物多様性に恵まれながらその生物多様性が危機に瀕している全世界の34地域が「生物多様性ホットスポット」として選定された。日本は豊かな生物多様性に恵まれながら生態系が危機に瀕している地域であるとして、34地域の一つに選ばれた。
日本国内においても固有維管束植物の分布状況から、2010年の2月までに固有種が多く見られる地域について解析が行なわれた。その結果、固有種の指数が全国で5位の場所に北海道の夕張岳、6位が赤石山脈の北岳、7位が北海道のアポイ岳、8位が八ヶ岳、9位が赤石山脈の赤石岳、10位が岩手県の早池峰山という結果が出され、著名な高山植物の産地が日本国内でも固有の維管束植物に恵まれた貴重な場所であることが改めて示された。
固有の維管束植物が多く見られることが明らかとなった夕張岳、北岳、アポイ岳、八ヶ岳、赤石岳、早池峰山を並べてみると、大きく分けて2タイプに分類できることがわかる。本州中部の高山帯に属する北岳、八ヶ岳、赤石岳と、石灰岩やかんらん岩、蛇紋岩地である夕張岳、北岳、アポイ岳、早池峰山である。北岳、八ヶ岳、赤石岳などの本州中部の高山帯は、繰り返される氷期の間に北方から南下してきた高山植物が氷期が終了した後も遺存して、やがて固有種にまで分化が進んだものと考えられ、大陸などから隔離された島嶼に固有種が多いのと同様の理由であると考えられる。一方、石灰岩地やかんらん岩、蛇紋岩地の山地に固有種が多く見られる事実は、やはり繰り返しやってきた氷期の間に北方から分布を広げた植物が、氷期が終了した後も植物の生育に必ずしも適さない特殊な環境によって新たな種の侵入から守られるとともに、特殊な環境に適応した植物へと分化が進んだためと考えられている。

### 貴重な生態系の危機

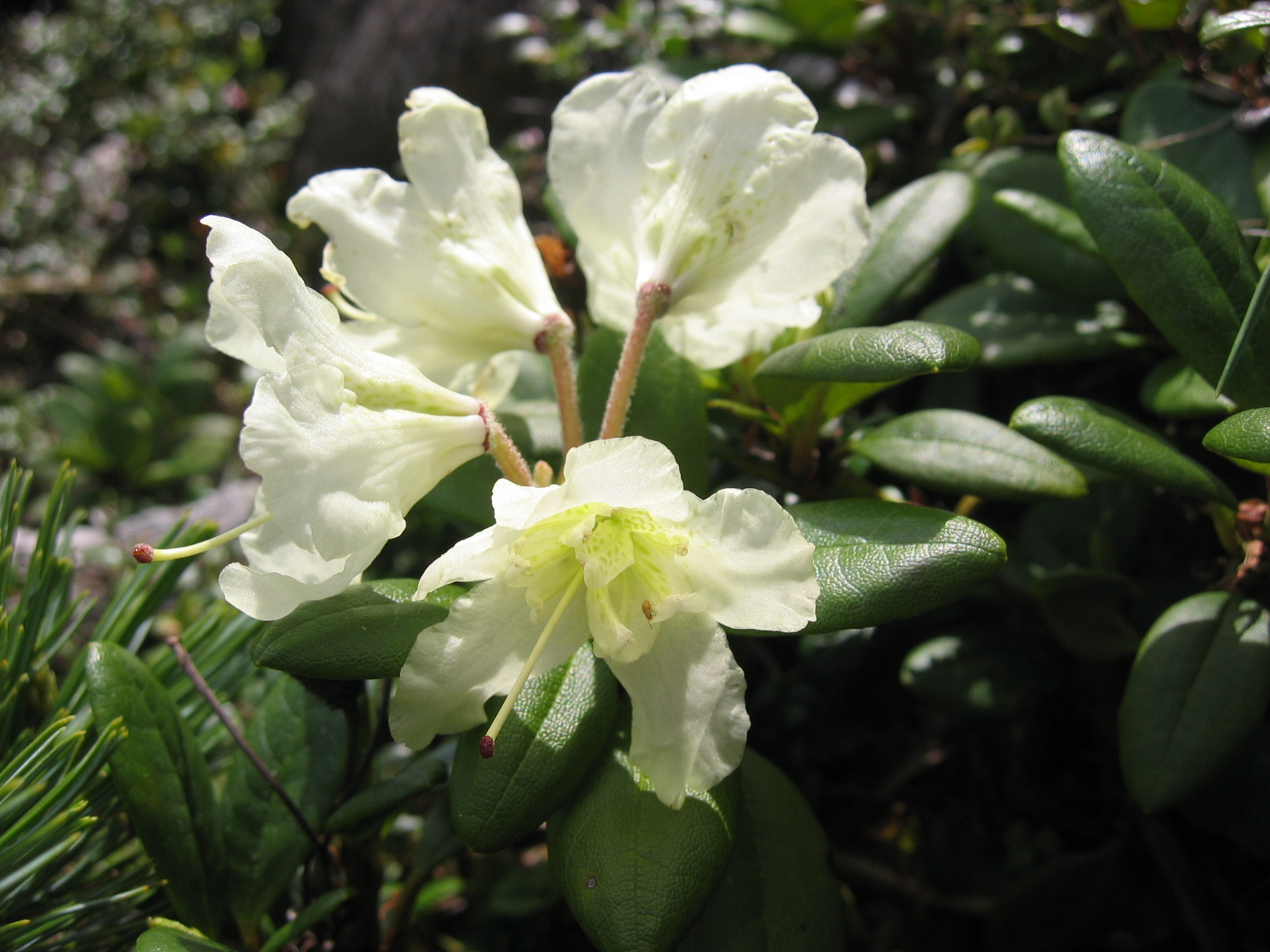
近年八ヶ岳のキバナシャクナゲの群落に、キバナシャクナゲより低地に生育するハクサンシャクナゲが見られるようになっている。

このように北岳、夕張岳などといった日本の高山植物の著名な産地は、豊かな生物多様性に恵まれた日本国内の中でも特に生物多様性が高い地域であるが、現在様々な理由でその貴重な生態系がおびやかされている。まず問題となるのが人間による高山植物の盗掘である。高山植物の盗掘は各地で大きな問題となっているが、特に北海道は本州の中部山岳地帯よりも登山客が少ないためか大規模な盗掘がなされるケースが多いとされ、貴重な固有種で知られる夕張岳やアポイ岳、崕山での盗掘は激しく、アポイ岳や崕山ではヒダカソウやキリギシソウが盗掘によって多く見られる場所から姿を消したため、もともとの高山植物の分布が大きく改変されてしまったものと考えられるケースが確認されている。
また高山帯に観光開発等のために道路が建設されると、それに伴い低地に生育するヒメジョオンやオオバコなどが高山帯に分布を広げるようになった。特にオオバコは低温や乾燥に強い性質を持つため、高山帯での分布範囲の拡大が著しい。
人間による盗掘や道路建設に伴う低地の植物の進出以外に、現在日本の高山植物に危機をもたらしているものの一つが、もともと低山に生息するシカやニホンザルなどが高山帯に進出し、高山植物を食べる食害が深刻化している事実である。まずニホンザルは赤石山脈や飛騨山脈の稜線地帯にまで広く進出し、高山植物を食い荒らしていることが明らかになっている。そして高山植物の食害で最も深刻なものがシカによるもので、本州のニホンジカの食害は赤石山脈、八ヶ岳、尾瀬ヶ原などで広範囲に深刻な被害が見られ、北海道のエゾシカは知床、大雪山、夕張岳などで高山植物の食害が確認されている。
地球温暖化の影響と考えられる気象の変化も高山植物の生育環境をおびやかしている。例えばかんらん岩、蛇紋岩地の固有な高山植物の宝庫として知られるアポイ岳は、1950年代頃から高山植物の生育する草原地帯にハイマツやキタゴヨウ、アカエゾマツといった樹木の侵入が進み、高山植物の生育場所の縮小が著しく進んでいる。これはアポイ岳の冬季の気温上昇と積雪量の減少、夏季に比較的冷涼な気候を保っていた要因であった濃霧の発生量の低下が大きな原因であると考えられている。また八ヶ岳でキバナシャクナゲの群落に、キバナシャクナゲより標も高が低い場所に生育するハクサンシャクナゲが進出するようになるなど、八ヶ岳や赤石山脈でも高山植物が生育する場所に低地の植物が進出していることが確認されている。そして北岳に生育するキタダケソウは、気温上昇と冬季の積雪量の減少によるものと考えられる開花時期の早まりが観察されている。

## 日本の高山植物相の特徴
日本の高山植物相は、プレートの沈み込み帯にあって、活発な火山活動や付加体によって様々な変化に富むようになった山岳の地形や地質、世界一と言われる冬季の強風、そして多雪、春から秋にかけての湿潤な気候という気候特性によって、独自の発達を遂げてきた。
変化に富んだ日本の山岳地帯の地形や地質は、必ずしも広いとは言えない日本の高山帯の中で、様々な種類の高山植物群落を発達させた。とりわけ石灰岩地、かんらん岩、蛇紋岩地といった特殊岩石地は、多くの貴重な固有の高山植物が生育している。また地理的隔離が大きい本州中部の高山帯は、特殊岩地とともに多くの高山植物の固有種が見られ、ともに最終氷期以前という古い時代に日本列島へやって来て、現在まで遺存し続けている種が見られる。つまり本州中部の高山帯や特殊岩石地は、高山植物のレフュジア（避難場所）として機能していたものと考えられる。また火山活動によって噴出した火山灰や溶岩流による火山荒原で見られる高山植物の群落は、火山活動が活発な日本の高山植物相の特徴の一つであるが、氷期に高山植物が分布を広げるには標高が低い地域であっても、火山荒原によって高山植物の分布は広がっていったものと考えられており、比較的狭い地域に様々な地形や地質を有し、火山活動が活発であるという特徴を持つ日本の地形や地質は、日本の高山植物相の成立と発展に大きな影響を与えている。
ハイマツ帯や雪田に分布する高山植物に代表されるように、冬季の大雪は日本の高山植物相のあり方に大きな影響を与えている。また冬季の大雪は本州中部から北海道の山岳地帯に発達している高層湿原や、北陸から東北にかけての日本海側の山地で見られる偽高山帯の成立の要因となっている。そして冬季の強風は日本の高山帯の標高を下げる働きをしている。熱帯地方の高山で見られる背が高い高山植物は、日本のような冬季の強風や大雪に見舞われる環境では生存が著しく困難であるため全く見られず、背が低くて地を這って生育し、湿潤な環境を好むハイマツが日本の高山ではハイマツ帯を形成するように、日本の高山植物はその気象環境に適応した形態を取っている。このように冬季の強風と大雪は日本の高山植物相のあり方に大きな影響をもたらしている。
日本の高山植物は北極海周辺から日本列島へ南下してきた周北極要素の植物が最も多いものと考えられているが、千島、カムチャッカ、北米の太平洋沿岸、ヒマラヤ山脈周辺、アルタイ山脈などからやってきたと考えられる種も見られ、更には低山帯から日本の高山に順応した種もあって、日本の高山植物相は現在もなお変化をし続けているものと考えられる。
しかし高山植物の盗掘や、シカなどの食害の激化、そして地球温暖化によるものと考えられる環境の変化は、現在、日本の高山植物相に深刻な危機をもたらしている。高山植物相は地形、地質、気象条件などの微妙なバランスの中で成立してきたものであるため、いったんバランスが崩れてしまうとたちまち崩壊する危機を孕んでいる。そのため現在、高山植物を守るために様々な保護策が講じられている。